# 大韓航空
大韓航空（だいかんこうくう、ハングル: 대한항공; ハンチャ: 大韓航空; RR: Daehan Hanggong, 英: Korean Air）は、韓国最大の航空会社（フラッグ・キャリア）。イギリスのスカイトラックス社による航空会社の格付けで、実質最高評価の「ザ・ワールド・ファイブ・スター・エアラインズ（The World's 5-Star Airlines）」の認定を得ている。
2000年に発足した航空連合「スカイチーム」の創設メンバーでもある。

## 概要
韓国最大かつアジアで大手の航空会社の一つであり、仁川国際空港を国際線用ハブ空港としてヨーロッパ、アフリカ、アジア、オセアニア、北アメリカを結ぶ航空ネットワークを構築している。また、国際貨物輸送で世界2位、国際旅客輸送では世界17位である。国内線用ハブ空港は金浦国際空港。航空券の座席予約システム（CRS）は、アマデウスITグループが運営するアマデウスを利用している。

### 韓進グループの中核企業として
韓進グループの中核企業で、創業家の趙一家が経営を握っており、2000年代初頭にグループ会長となった趙亮鎬のワンマン企業と目されている。後に、趙亮鎬の家族らも大韓航空の要職に就いたが、2014年に当時の副社長である趙顕娥が大韓航空ナッツ・リターン事件を起こしたほか、他の一族が私物を大韓航空の機材と称して関税を払わずに国内に持ち込んだ容疑などが浮上して大韓航空本社が家宅捜索を受けるなど、企業イメージを失墜させる事件も発生している。2017年には、趙亮鎬の長男である趙源泰が社長に就任したが、過去の大学編入時の手続きに問題が指摘されるなど創業者一族に依然として厳しい目が向けられている。2019年の定期株主総会では、趙亮鎬会長の取締役再任案が、第2位株主である国民年金公団や外国人株主などの反対で否決された。

## 歴史
1946年設立の大韓国民航空社を前身とし、韓国の国営会社である大韓航空公社として1962年に設立された。
国営航空会社時代は、国内線と近距離国際線をダグラス DC-3やDC-4、日本航空機製造YS-11などで運航していたが、赤字が続いていたため、当時の大統領である朴正煕が韓進グループの創業者・趙重勲に民営化を相談、1969年に韓進グループ主導で民営化され、株式会社となった。
初めての国際線は日本で、大阪（当時は伊丹）に開設された。民営化当時は、ジェット機1機、プロペラ機7機の計8機で運用していた。その前後にボーイング707やダグラス DC-8を導入し、韓国経済の急成長に合わせてヨーロッパ線やアメリカ線、中東線などの長距離路線を開設した。
1984年に英語名称を「KOREAN AIR LINES」から、現在使用している「KOREAN AIR」に変更した。ただし、近年までATB券の発券航空会社名欄では「Korean Airlines」を使用しており、また現在でも英文による正式な会社名は「KOREAN AIR LINES」である。英語名称変更以前は、機体には「大韓航空　KOREAN AIR LINES」と漢字と英字で表記され「KAL」との略称も書かれていた。
1988年までは、韓国では唯一の航空事業者として知られていたが、アシアナ航空が設立されたことで両社は歴としたライバル関係になり、運航機材や航空路線などにおいて激しい競争を繰り広げている。特に、欧州エアバス社が開発した世界最大級の超大型旅客機、エアバスA380に関しては、大韓航空が10機を発注し、2011年に就航させたのに続き、6機を発注したアシアナ航空も、その3年後の2014年に就航させるほどである。
機体のカラーリングは、かつては白地にレッドとブルーを配したデザインだったが、英語名称の変更と相前後して現在のライトブルーとシルバーを基調としたものにし、同時にシンボルマークも韓国の国旗にも描かれる「太極」をイメージしたものに変更された（公式ロゴではKOREAN AIRの「O」の字にこのマークが当てられる）。
2000年6月、デルタ航空やエールフランス、アエロメヒコ航空とともに航空連合「スカイチーム」を設立。
2007年12月、LCCの「エア・コリア」（後にジンエアーと改称）を設立した。
2016年12月1日から、日本航空（JAL）の「JALマイレージバンク」との相互提携を開始。大韓航空運航便の沖縄/那覇ーソウル/仁川線以外の日韓線が対象となる。
2018年、世界最大規模の航空会社、アメリカのデルタ航空との共同事業を開始。これに伴い、デルタ航空はアジア・太平洋路線のハブ機能を東京/成田からソウル/仁川へ移行される。
2020年4月7日、新型コロナウイルスの感染が拡大する中で航空需要が激減。従業員1万9000人のうち7割を対象に6カ月間一時帰休を行うことを発表した。
2020年11月17日、大韓航空がアシアナ航空を買収し、経営統合することが正式に決定した。
2020年12月10日、イギリスに拠点を置く航空サービスリサーチ会社の、スカイトラックスに5つ星エアラインに認定された。
2024年12月12日、アシアナ航空の株式63.88％を取得し、子会社化したと発表した。
2025年3月11日、41年ぶりとなるCIの刷新に伴い、太極マークを赤、青、白の3色からダークブルー単色の現在的でシンプルなデザインに変更し、最初の新デザインとなるボーイング787-10には「KOREAN AIR」から「AIR」を省いて大きな文字で「KOREAN」と表記された。なお、機体前面の下部に記された「대한항공」の表記は新デザインでは廃している。代表取締役会長の趙源泰氏は「大韓民国を代表する航空会社としてアピールするような新デザインを採用した」と説明した。新デザインは大韓航空ならびにアシアナ航空の機材に随時導入される。

## 制服
2005年10月から着用されている制服は、薄いベージュのジャケットにスカート、パンツ。アシスタントパーサー以上は薄いブルーのジャケット、同2色のブラウス、カーディガン、スカーフ、エプロン、そして髪飾りがある。なお、デザイナーは、ジャンフランコ・フェレである。

## 機内サービス
機内サービスの中でも、特に機内食では国際機内食協会が授与する機内食部門のオスカー賞と呼ばれるマーキュリー賞において、最優秀機内食賞（金賞）を2度受賞しているなど評価は高い（1998年-「ビビンバ」、2006年-「ビビンククス（韓国風そうめん）」最優秀機内食賞）。

### 座席のクラス編成
長距離路線はファーストクラス、プレステージクラス（ビジネスクラス）、エコノミークラスの3クラス制を採っていたが、2019年より座席を効率的に運営して収益性を高める措置として、70%の路線でファーストクラスを廃止し、ビジネスクラスに移行させる措置を発表している。

### 機内誌
機内誌は『Morning Calm』（モーニング・カーム）で、大韓航空の韓国国内線と国際線の全路線、全便の機内に搭載される。韓国語に加え、英語のページが掲載されている。以前は毎月発行されていたが、現在は年6回の発行となっている。

## 就航都市
43カ国・121都市に就航。

### 就航地一覧
（一部情報未更新）
一時運休：COVID-19やロシアのウクライナ侵攻の影響により一時運休中。
| 国               | 都市                 | 空港                                                 | 備考                           |
| ---------------- | -------------------- | ---------------------------------------------------- | ------------------------------ |
| 韓国             | ソウル               | 仁川国際空港                                         | 国際線ハブ                     |
| 韓国             | ソウル               | 金浦国際空港                                         | 国内線ハブ                     |
| 韓国             | 釜山                 | 金海国際空港                                         | 準ハブ空港                     |
| 韓国             | 済州                 | 済州国際空港                                         | 準ハブ空港                     |
| 韓国             | 大邱                 | 大邱国際空港                                         | 焦点都市                       |
| 韓国             | 清州                 | 清州国際空港                                         | 焦点都市                       |
| 韓国             | 光州                 | 光州空港                                             |                                |
| 韓国             | 群山                 | 群山空港                                             | 一時運休                       |
| 韓国             | 泗川                 | 泗川空港                                             |                                |
| 韓国             | 麗水                 | 麗水空港                                             |                                |
| 韓国             | 蔚山                 | 蔚山空港                                             |                                |
| 韓国             | 原州                 | 原州空港                                             | 一時運休                       |
| 韓国             | 浦項                 | 浦項空港                                             | 一時運休                       |
| 日本             | 東京                 | 東京国際空港                                         |                                |
| 日本             | 東京                 | 成田国際空港                                         |                                |
| 日本             | 大阪                 | 関西国際空港                                         |                                |
| 日本             | 大阪                 | 神戸空港                                             | 2025年春就航予定、チャーター便 |
| 日本             | 名古屋               | 中部国際空港                                         |                                |
| 日本             | 札幌                 | 新千歳空港                                           |                                |
| 日本             | 福岡                 | 福岡空港                                             |                                |
| 日本             | 沖縄                 | 那覇空港                                             |                                |
| 日本             | 青森                 | 青森空港                                             |                                |
| 日本             | 新潟                 | 新潟空港                                             |                                |
| 日本             | 小松                 | 小松空港                                             |                                |
| 日本             | 岡山                 | 岡山空港                                             |                                |
| 日本             | 北九州               | 北九州空港                                           | 貨物のみ                       |
| 日本             | 長崎                 | 長崎空港                                             |                                |
| 日本             | 熊本                 | 熊本空港                                             |                                |
| 日本             | 大分                 | 大分空港                                             | 冬季季節運航                   |
| 日本             | 鹿児島               | 鹿児島空港                                           |                                |
| 中国             | 北京                 | 北京首都国際空港                                     |                                |
| 中国             | 広州                 | 広州白雲国際空港                                     |                                |
| 中国             | 南京                 | 南京禄口国際空港                                     |                                |
| 中国             | 大連                 | 大連周水子国際空港                                   |                                |
| 中国             | 牡丹江               | 牡丹江海浪空港                                       |                                |
| 中国             | 上海                 | 上海虹橋国際空港                                     |                                |
| 中国             | 上海                 | 上海浦東国際空港                                     |                                |
| 中国             | 三亜                 | 三亜鳳凰国際空港                                     | チャーター                     |
| 中国             | 廈門                 | 廈門高崎国際空港                                     |                                |
| 中国             | 瀋陽                 | 瀋陽桃仙国際空港                                     |                                |
| 中国             | 深圳                 | 深圳宝安国際空港                                     |                                |
| 中国             | 西安                 | 西安咸陽国際空港                                     |                                |
| 中国             | 武漢                 | 武漢天河国際空港                                     |                                |
| 中国             | 延吉                 | 延吉朝陽川空港                                       |                                |
| 中国             | 威海                 | 威海大水泊空港                                       | 一時運休                       |
| 中国             | 張家界               | 張家界荷花国際空港                                   | 一時運休                       |
| 中国             | 鄭州                 | 鄭州新鄭国際空港                                     |                                |
| 中国             | 済南市               | 済南遥墻国際空港                                     | 一時運休                       |
| 中国             | 長沙                 | 長沙黄花国際空港                                     |                                |
| 中国             | 成都                 | 成都双流国際空港                                     | 貨物のみ                       |
| 中国             | 青島                 | 青島流亭国際空港                                     |                                |
| 中国             | 昆明                 | 昆明長水国際空港                                     |                                |
| 中国             | 天津                 | 天津浜海国際空港                                     |                                |
| 中国             | 海口                 | 海口美蘭国際空港                                     | チャーター                     |
| 中国             | 杭州                 | 杭州蕭山国際空港                                     |                                |
| 中国             | 合肥                 | 合肥新橋国際空港                                     | 一時運休                       |
| 中国             | 黄山                 | 黄山屯渓国際空港                                     | 一時運休                       |
| 香港             | 香港                 | 香港国際空港                                         |                                |
| 台湾             | 台北                 | 台湾桃園国際空港                                     |                                |
| モンゴル         | ウランバートル       | チンギス・ハーン国際空港                             |                                |
| マレーシア       | クアラルンプール     | クアラルンプール国際空港                             |                                |
| マレーシア       | ペナン               | ペナン国際空港                                       | 貨物のみ                       |
| ミャンマー       | ヤンゴン             | ヤンゴン国際空港                                     |                                |
| ベトナム         | ハノイ               | ノイバイ国際空港                                     |                                |
| ベトナム         | ニャチャン           | カムラン国際空港                                     |                                |
| ベトナム         | ダナン               | ダナン国際空港                                       |                                |
| ベトナム         | ダラット             | リエンクオン国際空港                                 | 一時運休                       |
| ベトナム         | フーコック           | フーコック国際空港                                   | 季節限定                       |
| ベトナム         | ホーチミンシティ     | タンソンニャット国際空港                             |                                |
| シンガポール     | シンガポール         | シンガポール・チャンギ国際空港                       |                                |
| インドネシア     | ジャカルタ           | スカルノ・ハッタ国際空港                             |                                |
| インドネシア     | デンパサール         | デンパサール国際空港                                 |                                |
| タイ             | バンコク             | スワンナプーム国際空港                               |                                |
| タイ             | クラビー             | クラビー国際空港                                     | チャーター                     |
| タイ             | チェンマイ           | チェンマイ国際空港                                   | 一時運休                       |
| タイ             | プーケット           | プーケット国際空港                                   |                                |
| カンボジア       | プノンペン           | プノンペン国際空港                                   |                                |
| フィリピン       | マニラ               | ニノイ・アキノ国際空港                               |                                |
| フィリピン       | セブ                 | マクタン・セブ国際空港                               |                                |
| フィリピン       | クラーク             | クラーク国際空港                                     | 一時運休                       |
| ウズベキスタン   | タシュケント         | タシュケント国際空港                                 |                                |
| ウズベキスタン   | ナヴォイ             | ナヴォイ空港                                         | 貨物のみ                       |
| インド           | ムンバイ             | チャットラパティー・シヴァージー国際空港             |                                |
| インド           | デリー               | インディラ・ガンディー国際空港                       |                                |
| インド           | チェンナイ           | チェンナイ国際空港                                   | 貨物のみ                       |
| ネパール         | カトマンズ           | トリブバン国際空港                                   |                                |
| スリランカ       | コロンボ             | バンダラナイケ国際空港                               |                                |
| モルディブ       | マレ                 | イブラヒム・ナシル国際空港                           | コロンボ経由                   |
| アラブ首長国連邦 | ドバイ               | ドバイ国際空港                                       |                                |
| イスラエル       | テルアビブ           | ベン・グリオン国際空港                               |                                |
| オーストリア     | ウィーン             | ウィーン国際空港                                     |                                |
| ベルギー         | ブリュッセル         | ブリュッセル国際空港                                 | 貨物のみ                       |
| チェコ           | プラハ               | ルズィニエ国際空港                                   |                                |
| デンマーク       | コペンハーゲン       | コペンハーゲン国際空港                               | 貨物のみ                       |
| フランス         | パリ                 | シャルル・ド・ゴール国際空港                         |                                |
| ドイツ           | フランクフルト       | フランクフルト空港                                   |                                |
| クロアチア       | ザグレブ             | ザグレブ国際空港                                     |                                |
| ハンガリー       | ブダペスト           | リスト・フェレンツ国際空港                           |                                |
| イタリア         | ミラノ               | ミラノ・マルペンサ国際空港                           |                                |
| イタリア         | ローマ               | フィウミチーノ空港                                   |                                |
| オランダ         | アムステルダム       | アムステルダム・スキポール空港                       |                                |
| ノルウェー       | オスロ               | オスロ空港                                           | 貨物のみ                       |
| ロシア           | サンクトペテルブルク | プルコヴォ空港                                       | 季節限定 一時運休              |
| ロシア           | モスクワ             | シェレメーチエヴォ国際空港                           | 一時運休                       |
| ロシア           | イルクーツク         | イルクーツク国際空港                                 | 季節限定 一時運休              |
| ロシア           | ウラジオストク       | ウラジオストク国際空港                               | 一時運休                       |
| スペイン         | マドリード           | アドルフォ・スアレス・マドリード＝バラハス空港       |                                |
| スウェーデン     | ストックホルム       | ストックホルム・アーランダ空港                       | 貨物のみ                       |
| スイス           | チューリッヒ         | チューリッヒ空港                                     |                                |
| イギリス         | ロンドン             | ロンドン・ヒースロー空港                             |                                |
| トルコ           | イスタンブール       | イスタンブール空港                                   |                                |
| カナダ           | トロント             | トロント・ピアソン国際空港                           |                                |
| カナダ           | バンクーバー         | バンクーバー国際空港                                 |                                |
| アメリカ合衆国   | アンカレッジ         | テッド・スティーブンス・アンカレッジ国際空港         | 貨物のみ                       |
| アメリカ合衆国   | アトランタ           | ハーツフィールド・ジャクソン・アトランタ国際空港     |                                |
| アメリカ合衆国   | シカゴ               | シカゴ・オヘア国際空港                               |                                |
| アメリカ合衆国   | ダラス               | ダラス・フォートワース国際空港                       |                                |
| アメリカ合衆国   | ホノルル             | ダニエル・K・イノウエ国際空港                        |                                |
| アメリカ合衆国   | ラスベガス           | マッカラン国際空港                                   |                                |
| アメリカ合衆国   | ロサンゼルス         | ロサンゼルス国際空港                                 |                                |
| アメリカ合衆国   | マイアミ             | マイアミ国際空港                                     | 貨物のみ                       |
| アメリカ合衆国   | ニューヨーク         | ジョン・F・ケネディ国際空港                          |                                |
| アメリカ合衆国   | サンフランシスコ     | サンフランシスコ国際空港                             |                                |
| アメリカ合衆国   | シアトル             | シアトル・タコマ国際空港                             |                                |
| アメリカ合衆国   | ワシントンD.C.       | ワシントン・ダレス国際空港                           |                                |
| アメリカ合衆国   | ヒューストン         | ジョージ・ブッシュ・インターコンチネンタル空港       |                                |
| アメリカ合衆国   | ボストン             | ジェネラル・エドワード・ローレンス・ローガン国際空港 |                                |
| オーストラリア   | シドニー             | シドニー国際空港                                     |                                |
| オーストラリア   | ブリスベン           | ブリスベン空港                                       |                                |
| ニュージーランド | オークランド         | オークランド国際空港                                 |                                |
| フィジー         | ナンディ             | ナンディ国際空港                                     |                                |
| グアム           | グアム               | グアム国際空港                                       |                                |
| パラオ           | コロール             | ロマン・トメトゥチェル国際空港                       |                                |

### 過去の就航地一覧
| 国               | 都市           | 空港                                         | 備考                   |
| 韓国             |                |                                              |                        |
| 務安             | 務安国際空港   |                                              |                        |
| 襄陽             | 襄陽国際空港   |                                              |                        |
| 江陵             | 江陵空港       |                                              |                        |
| 木浦             | 木浦空港       |                                              |                        |
| 束草             | 束草空港       |                                              |                        |
| 醴泉             | 醴泉空港       |                                              |                        |
| 日本             | 大阪           | 大阪国際空港                                 | 関西国際空港に移転     |
| 日本             | 名古屋         | 名古屋空港                                   | 中部国際空港に移転     |
| 日本             | 女満別         | 女満別空港                                   | チャーター             |
| 日本             | 釧路           | 釧路空港                                     | チャーター             |
| 日本             | 旭川           | 旭川空港                                     |                        |
| 日本             | 函館           | 函館空港                                     |                        |
| 日本             | 秋田           | 秋田空港                                     |                        |
| 日本             | 松本           | 松本空港                                     | チャーター             |
| 日本             | 静岡           | 静岡空港                                     |                        |
| 日本             | 宮古島         | 宮古空港                                     | チャーター             |
| 日本             | 下地島         | 下地島空港                                   | チャーター             |
| 日本             | 石垣島         | 石垣空港                                     | チャーター             |
| 中国             | 三亜           | 三亜鳳凰国際空港                             |                        |
| 中国             | 煙台           | 煙台萊山国際空港                             |                        |
| 中国             | 石家荘         | 石家荘正定国際空港                           |                        |
| 中国             | 南寧           | 南寧呉圩国際空港                             |                        |
| 中国             | 貴陽           | 貴陽龍洞堡国際空港                           |                        |
| 中国             | 西寧           | 西寧曹家堡空港                               | チャーター             |
| 中国             | ウルムチ       | ウルムチ地窩堡国際空港                       |                        |
| 香港             | 香港           | 香港啓徳国際空港                             | 香港国際空港に移転     |
| マカオ特別行政区 | 澳門           | 澳門国際空港                                 |                        |
| 台湾             | 台中           | 台中国際空港                                 |                        |
| 北朝鮮           | 平壌           | 平壌順安国際空港                             | 特別チャーター         |
| カンボジア       | シェムリアップ | シェムリアップ国際空港                       |                        |
| マレーシア       | コタキナバル   | コタキナバル国際空港                         |                        |
| タイ             | パタヤ         | ウタパオ国際空港                             | 季節限定               |
| サウジアラビア   | リヤド         | キング・ハーリド国際空港                     |                        |
| サウジアラビア   | ジェッダ       | キング・アブドゥルアズィーズ国際空港         | リヤド経由             |
| スペイン         | バルセロナ     | バルセロナ＝エル・プラット空港               | ティーウェイ航空へ移管 |
| イギリス         | ロンドン       | ロンドン・ガトウィック空港                   |                        |
| フランス         | ミュルーズ     | ユーロエアポート・バーゼル＝ミュールーズ空港 | 貨物のみ               |
| スウェーデン     | ルレオ         | ルレオ空港                                   | 貨物のみ               |
| ロシア           | ハバロフスク   | ハバロフスク空港                             |                        |
| オーストラリア   | ケアンズ       | ケアンズ国際空港                             | 貨物のみ               |
| オーストラリア   | メルボルン     | メルボルン空港                               |                        |
| エジプト         | カイロ         | カイロ国際空港                               |                        |
| ケニア           | ナイロビ       | ジョモ・ケニヤッタ国際空港                   |                        |
| ブラジル         | サンパウロ     | グアルーリョス国際空港                       | ロサンゼルス経由       |

### 共同運航便
スカイチーム加盟航空会社を含め、日本航空など35の航空会社とコードシェアをしている。2022年12月現在

#### スカイチーム加盟航空会社
- デルタ航空
- ベトナム航空
- サウディア
- 厦門航空
- エールフランス
- チャイナエアライン
- チェコ航空
- ケニア航空
- KLMオランダ航空
- ガルーダ・インドネシア航空
- アルゼンチン航空
- アエロメヒコ航空
- エア・ヨーロッパ
- 中国東方航空
- 上海航空

なお、ロシアのウクライナ侵攻によりスカイチームの会員資格が一時停止されているアエロフロート・ロシア航空とのコードシェアは、全ての便で一時停止となっている。

#### スカイチーム加盟航空会社以外
◎はワンワールド加盟航空会社。
- アラスカ航空◎
- アメリカン航空◎
- エティハド航空
- 日本航空◎
- ジンエアー
- ハワイアン航空
- ゴル航空
- LATAM航空
- ロイヤルブルネイ航空
- マレーシア航空◎
- MIATモンゴル航空
- ミャンマー国際航空
- エミレーツ航空
- ウズベキスタン航空
- ウエストジェット航空
- 中国南方航空
- エア タヒチ ヌイ
- 海南航空

### 備考
先述のように1960年代へ日本に乗り入れを開始した。東京-ソウル間に集中する日系航空会社とは対照的に、日本市場からの乗り継ぎ客の取り込みを図って、地方都市にも採算度外視で積極的に乗り入れていた。
特に成田・羽田・関西・中部・新千歳・福岡にソウル（仁川・金浦）から、それぞれ1日に複数便で乗り入れている上、2004年8月から日本航空とコードシェア便提携を行い高頻度運航を実現し、高い利便性を誇っている。
かつては以遠権を用いて成田 - ロサンゼルス、成田 - ホノルル、関西 - グアム線も運航していた。日韓関係の悪化に伴い、2019年7月以降関西国際空港をはじめとした主要空港の発着便数が順次縮小されていた。しかし、2023年冬スケジュールでは多くの便が再開している。

## 保有機材

### 現在の保有機材
| 機材                                        | 保有数 | 発注数 | 座席数 | 座席数 | 座席数 | 座席数 | 座席数 | 座席数 | 備考 |
| 機材                                        | 保有数 | 発注数 | F      | C      | W      | Y      | 計     | 出典   | 備考 |
| ------------------------------------------- | ------ | ------ | ------ | ------ | ------ | ------ | ------ | ------ | --- |
| エアバスA220-300                            | 10     | -      | -      | -      | -      | 140    | 140    | [ 35 ] | 10機の追加購入権と10機のオプション付き                                                                         |
| エアバスA321neo                             | 16     | 40     | -      | 8      | -      | 174    | 182    | [ 38 ] | |
| エアバスA330-300                            | 6      | -      | -      | 24     | -      | 248    | 272    | [ 39 ] | |
| エアバスA330-300                            | 4      | -      | -      | 24     | -      | 252    | 276    | [ 40 ] | |
| エアバスA330-300                            | 8      | -      | -      | 24     | -      | 260    | 284    | [ 41 ] | |
| エアバスA350-900                            | 2      | 4      | -      | 28     | -      | 283    | 311    | [ 43 ] | |
| エアバスA350-1000                           | -      | 27     | 未定   | 未定   | 未定   | 未定   | 未定   | 未定   | |
| エアバスA380-800                            | 6      | -      | 12     | 94     | -      | 301    | 407    | [ 44 ] | |
| ボーイング737-800                           | 2      | -      | -      | 12     | -      | 126    | 138    | [ 45 ] | |
| ボーイング737-900                           | 9      | -      | -      | 8      | -      | 180    | 188    | [ 46 ] | 世界最大のオペレーター                                                                                         |
| ボーイング737-900ER                         | 6      | -      | -      | 8      | -      | 165    | 173    | [ 48 ] | |
| ボーイング737-8 MAX                         | 5      | 7      | -      | 8      | -      | 138    | 146    | [ 51 ] | 20機のオプション付き ジンエアー発注分を含む                                                                    |
| ボーイング737-8 MAX                         | 1      | 7      | VIP    | VIP    | VIP    | VIP    | VIP    | VIP    | 大韓民国空軍へリース中                                                                                         |
| ボーイング737-10 MAX                        | -      | 12     | 未定   | 未定   | 未定   | 未定   | 未定   | 未定   | MAX 8の発注分から切り替え 2029年までに導入予定                                                                 |
| ボーイング747-8I                            | 5      | -      | 6      | 48     | -      | 314    | 368    | [ 53 ] | 当初10機保有。内5機を2025年までに米国国家空中作戦センター後継機として シエラ・ネヴァダ・コーポレーションに売却 |
| ボーイング777-300                           | 4      | -      | -      | 41     | -      | 297    | 338    | [ 56 ] | |
| ボーイング777-300ER                         | 14     | -      | 8      | 42     | -      | 227    | 277    | [ 57 ] | 2025年9月より11機をプレミアムクラス付き3クラスに改装予定                                                       |
| ボーイング777-300ER                         | 11     | -      | 8      | 56     | -      | 227    | 291    | [ 58 ] | 2025年9月より11機をプレミアムクラス付き3クラスに改装予定                                                       |
| ボーイング777-300ER                         | 0      | -      | -      | 未定   | 40     | 未定   | 未定   | 未定   | 2025年9月より11機をプレミアムクラス付き3クラスに改装予定                                                       |
| ボーイング777-9                             | -      | 20     | 未定   | 未定   | 未定   | 未定   | 未定   | 未定   | |
| ボーイング787-9                             | 6      | 6      | -      | 24     | -      | 245    | 269    | [ 62 ] | 10機のオプション付き                                                                                           |
| ボーイング787-9                             | 8      | 6      | -      | 24     | -      | 254    | 278    | [ 64 ] | 10機のオプション付き                                                                                           |
| ボーイング787-10                            | 10     | 30     | -      | 36     | -      | 289    | 325    | [ 66 ] | 10機のオプション付き                                                                                           |
| 大韓航空カーゴ                              |        |        |        |        |        |        |        |        | |
| ボーイング747-400ERF                        | 4      | -      | 貨物   | 貨物   | 貨物   | 貨物   | 貨物   | 貨物   | |
| ボーイング747-8F                            | 7      | -      | 貨物   | 貨物   | 貨物   | 貨物   | 貨物   | 貨物   | |
| ボーイング777F                              | 12     | -      | 貨物   | 貨物   | 貨物   | 貨物   | 貨物   | 貨物   | |
| 専用機 (ビジネスジェットなど)               |        |        |        |        |        |        |        |        | |
| アグスタウエストランド AW139                | 4      | -      | 8-14   | 8-14   | 8-14   | 8-14   | 8-14   | 8-14   | |
| エアバス・ヘリコプターズ H160               | 1      | -      | 6      | 6      | 6      | 6      | 6      | 6      | |
| ボーイング737-700/BBJ1                      | 1      | -      | 16-26  | 16-26  | 16-26  | 16-26  | 16-26  | 16-26  | |
| ボーイング787-8/BBJ                         | 1      | -      | 39     | 39     | 39     | 39     | 39     | 39     | |
| ボンバルディア グローバル・エクスプレス XRS | 1      | -      | 13     | 13     | 13     | 13     | 13     | 13     | |
| ガルフストリーム G650ER                     | 1      | -      | 13     | 13     | 13     | 13     | 13     | 13     | |
| シコルスキー S-76C+                         | 1      | -      | 5-6    | 5-6    | 5-6    | 5-6    | 5-6    | 5-6    | |
| 合計                                        | 166    | 146    |        |        |        |        |        |        | |

### ギャラリー

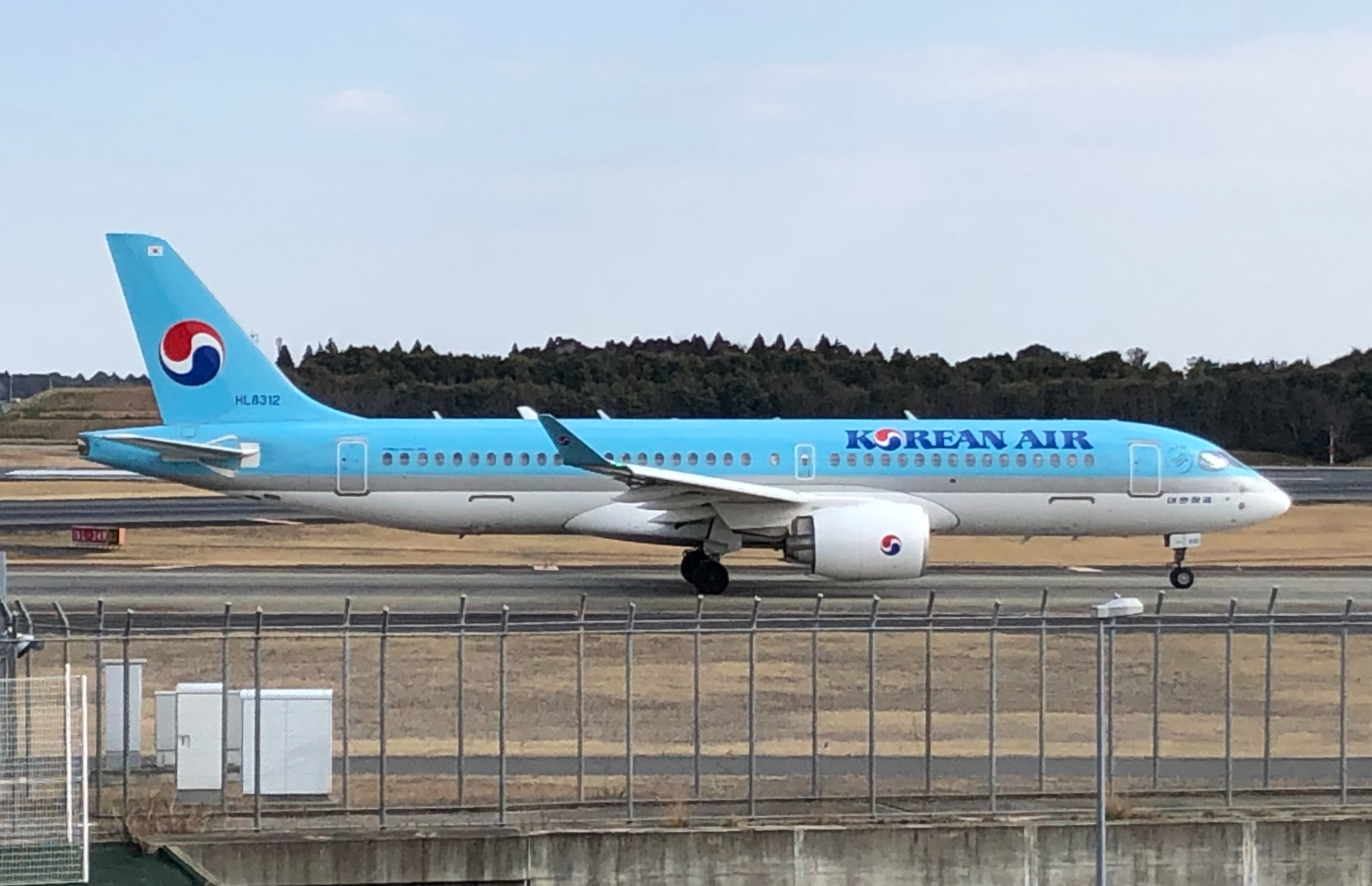
エアバスA220-300
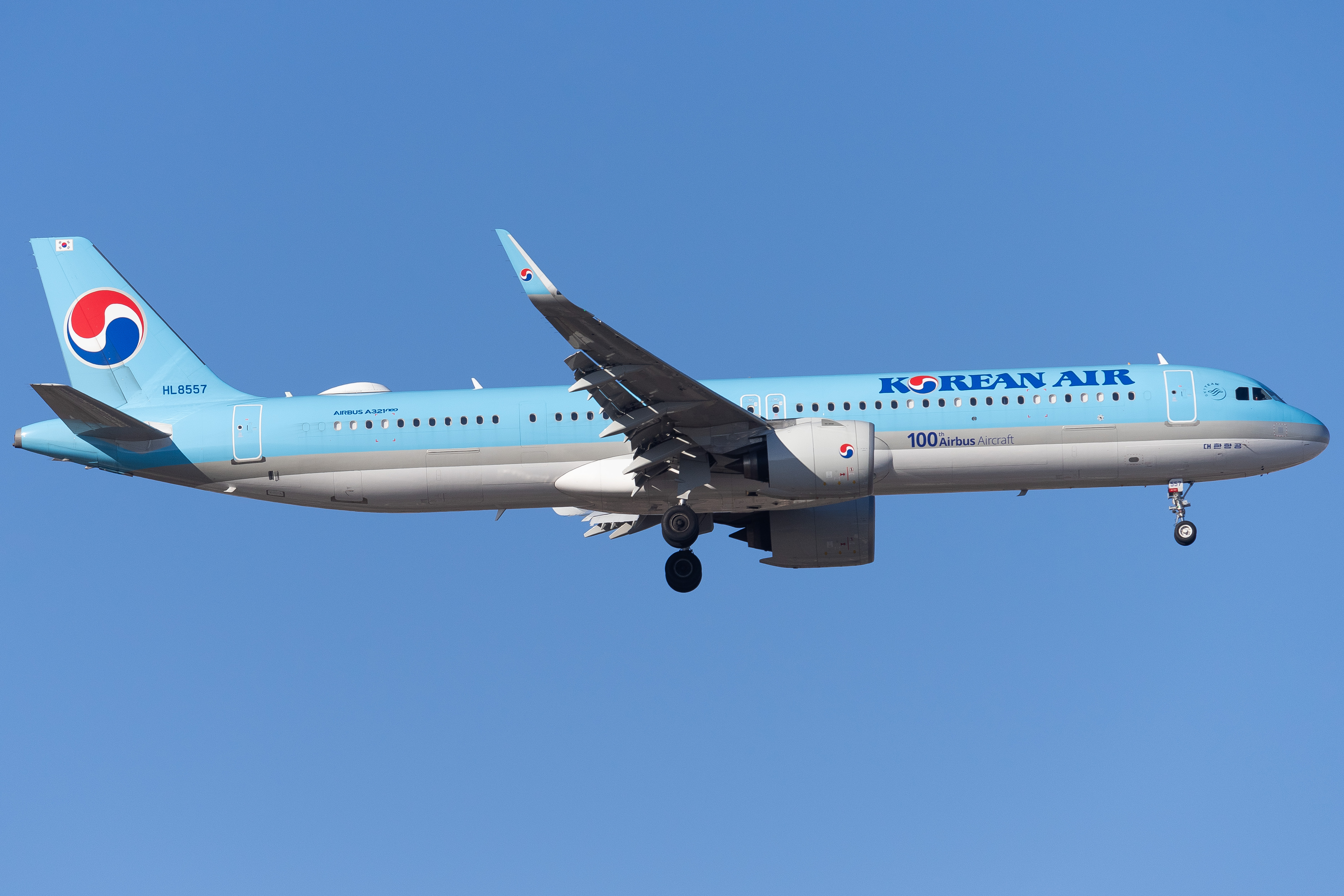
エアバスA321neo
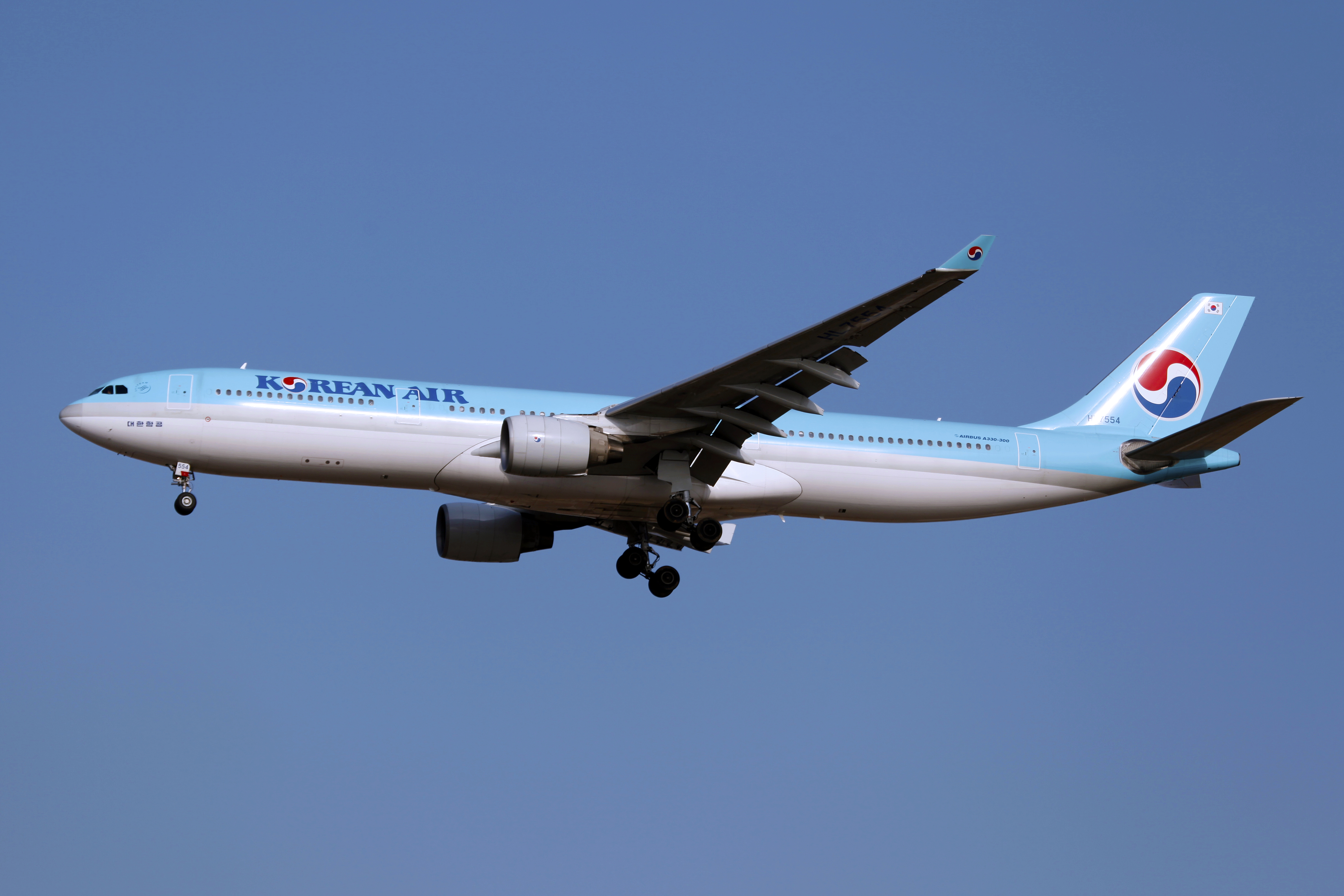
エアバスA330-300
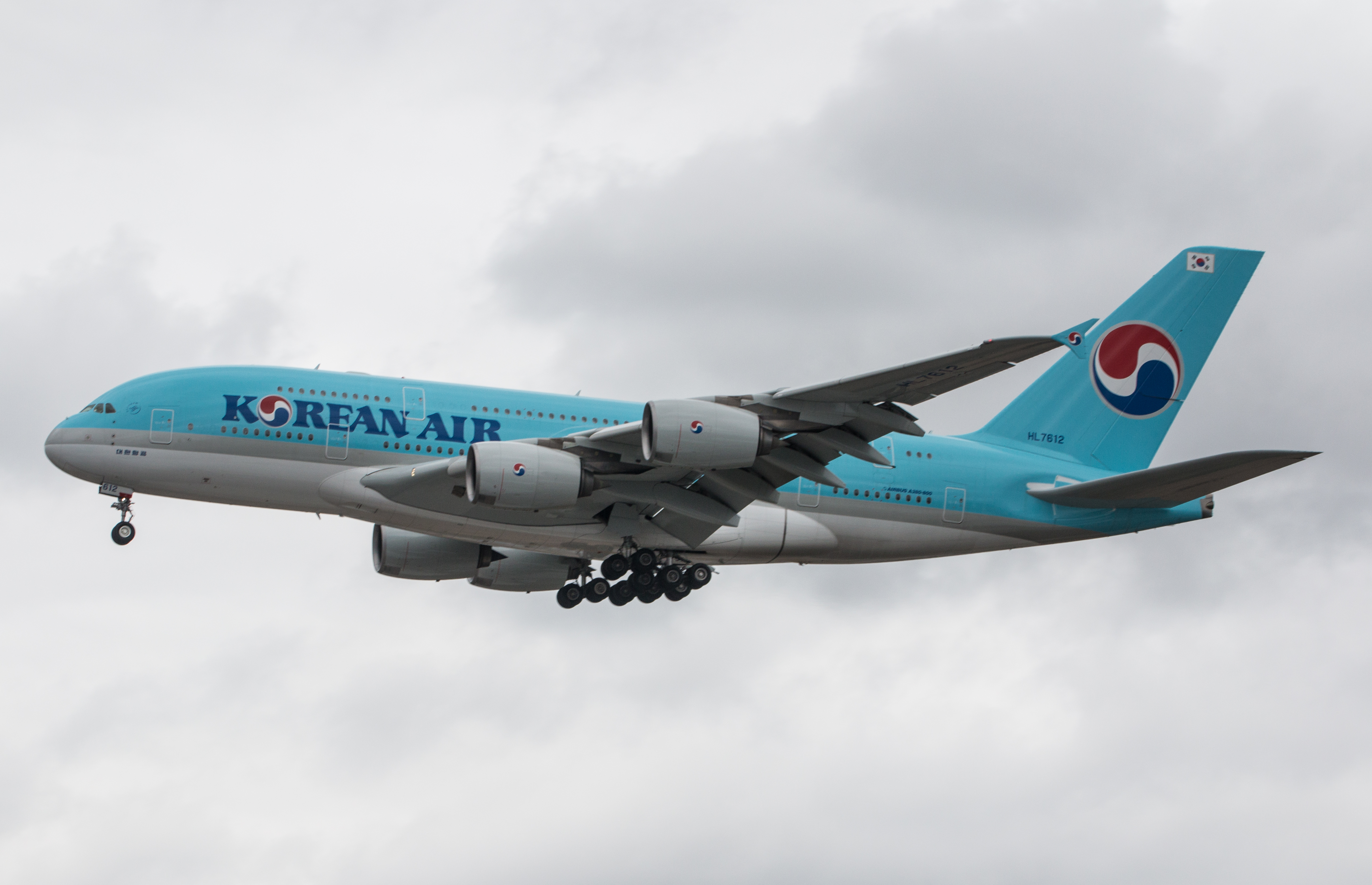
エアバスA380-800
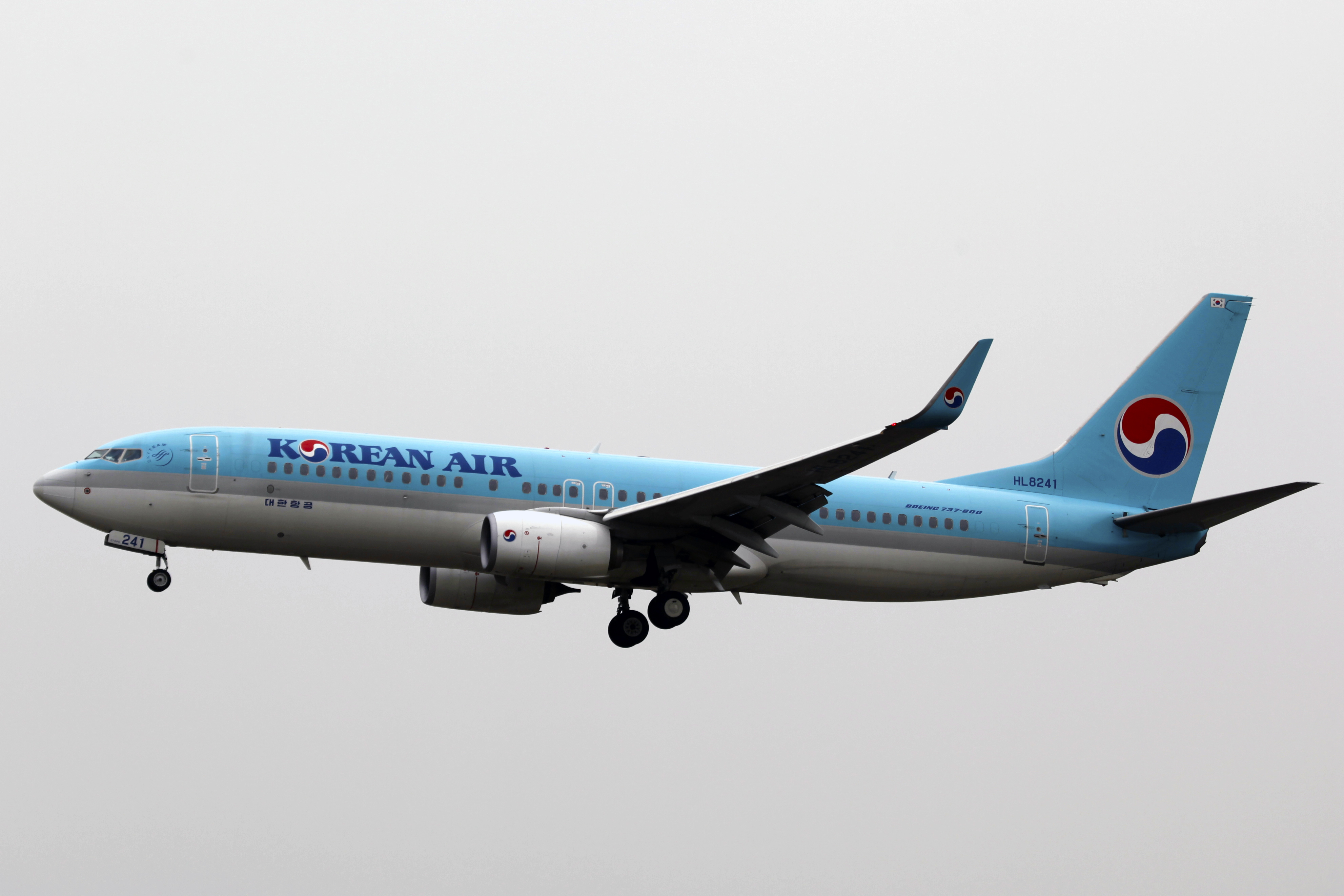
ボーイング737-800
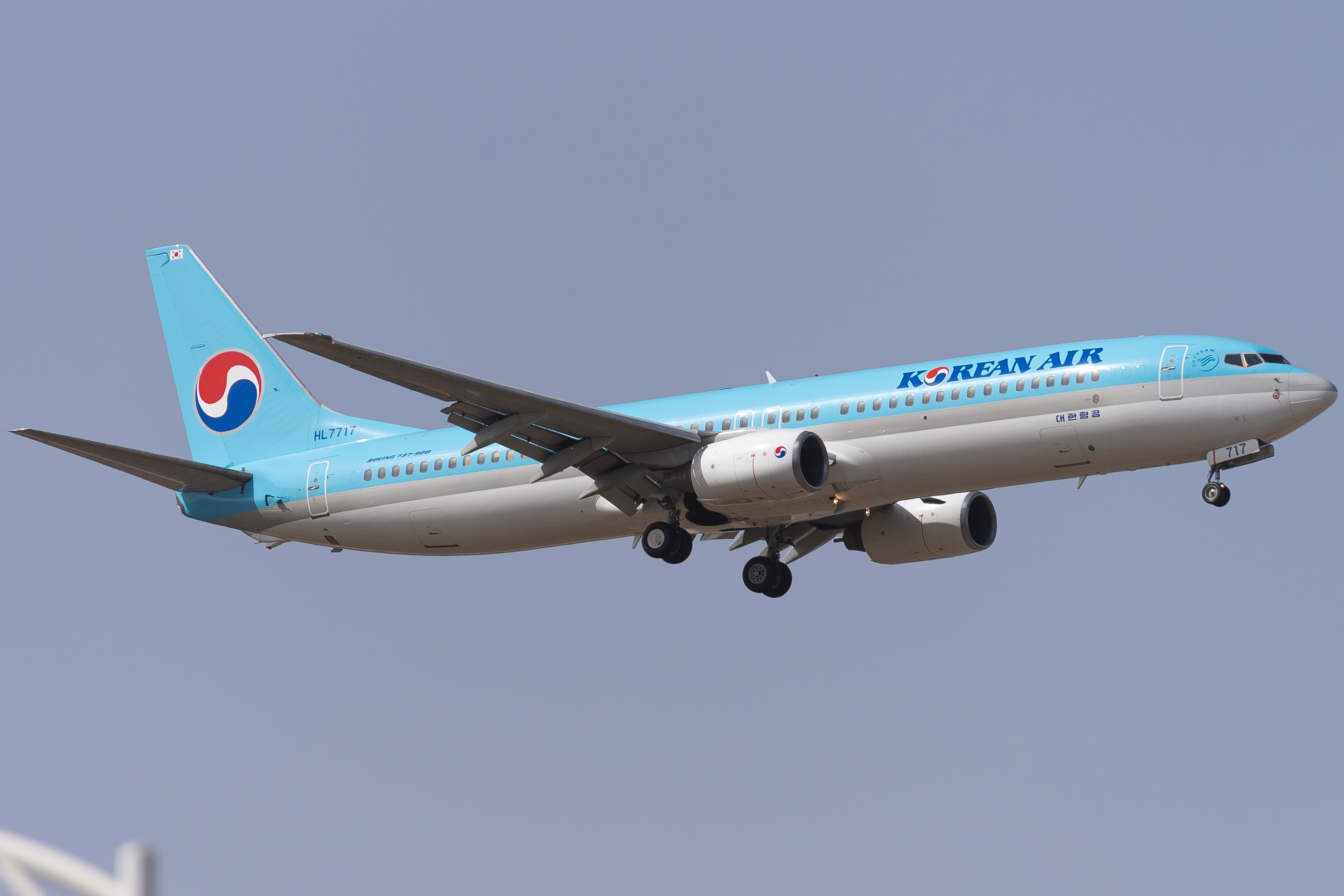
ボーイング737-900
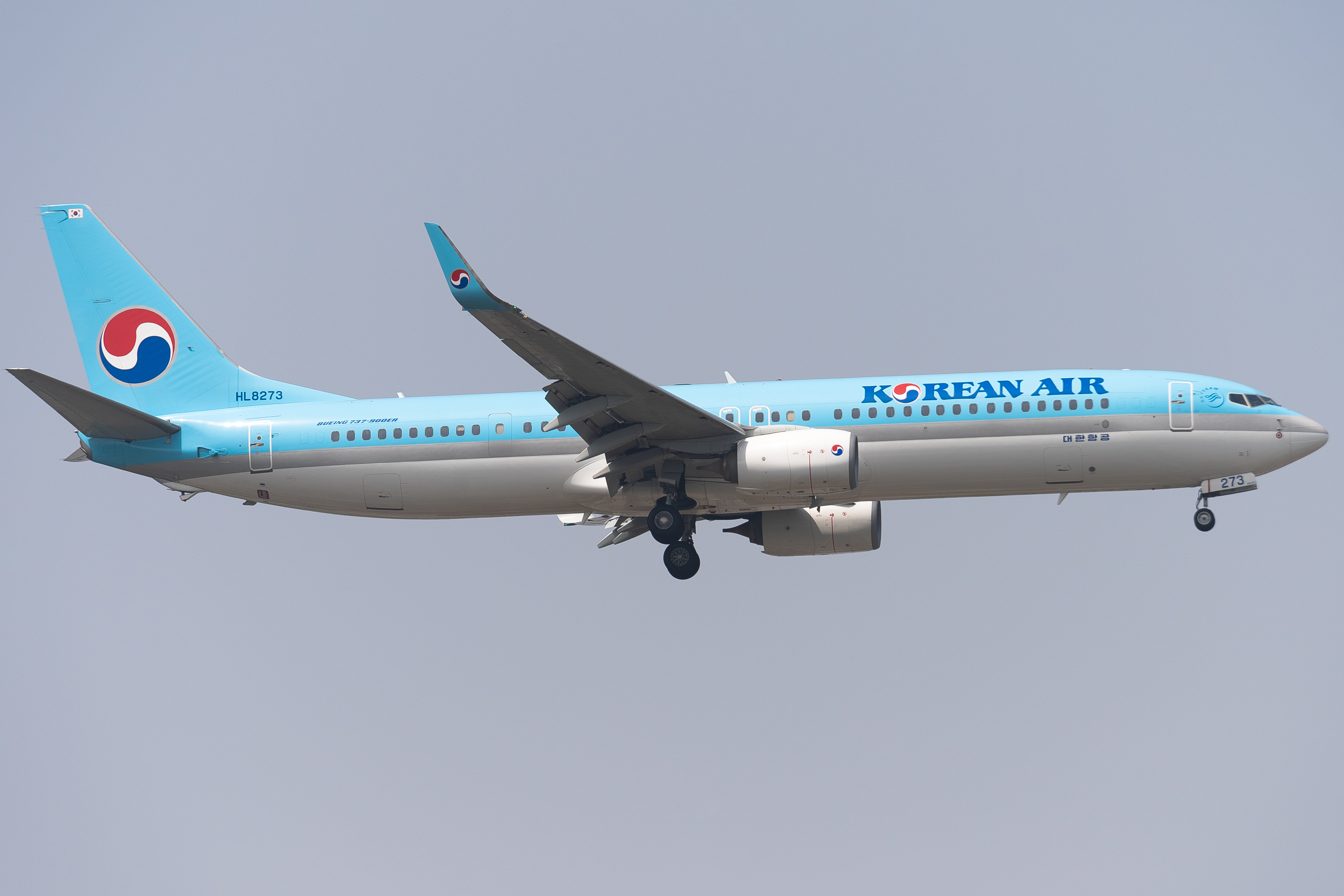
ボーイング737-900ER
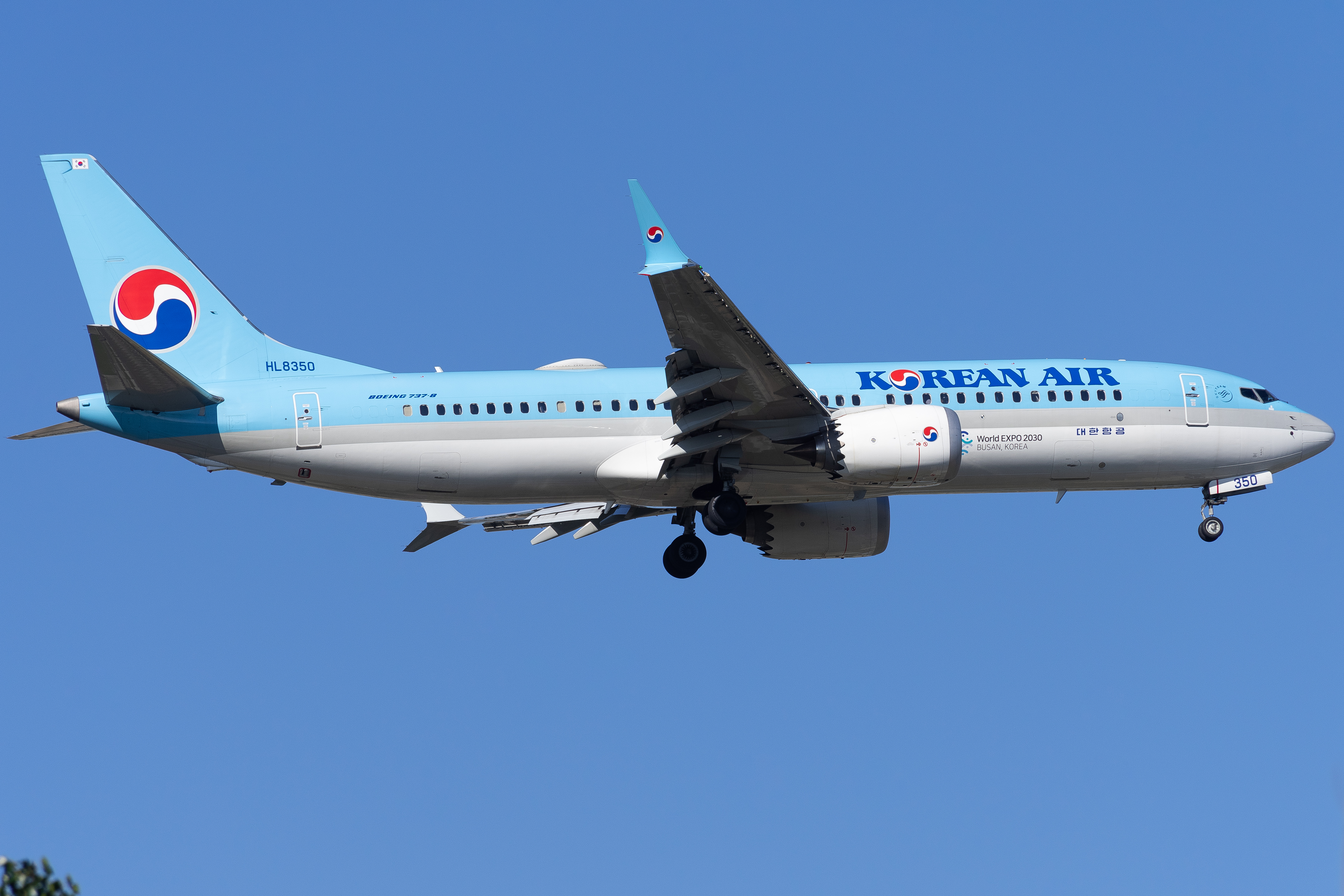
ボーイング737 MAX 8（2030年国際博覧会ステッカー付）
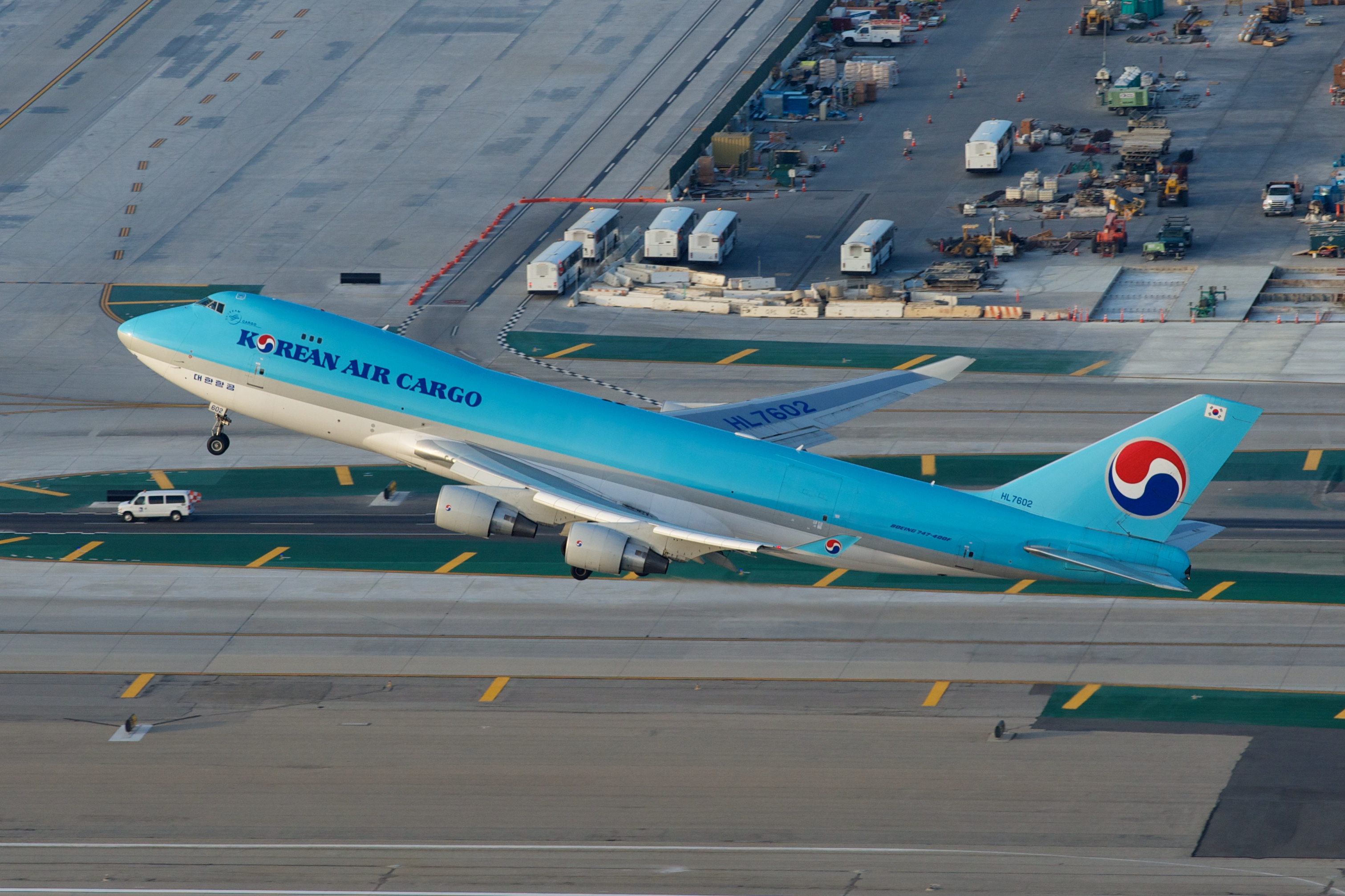
ボーイング747-400ERF
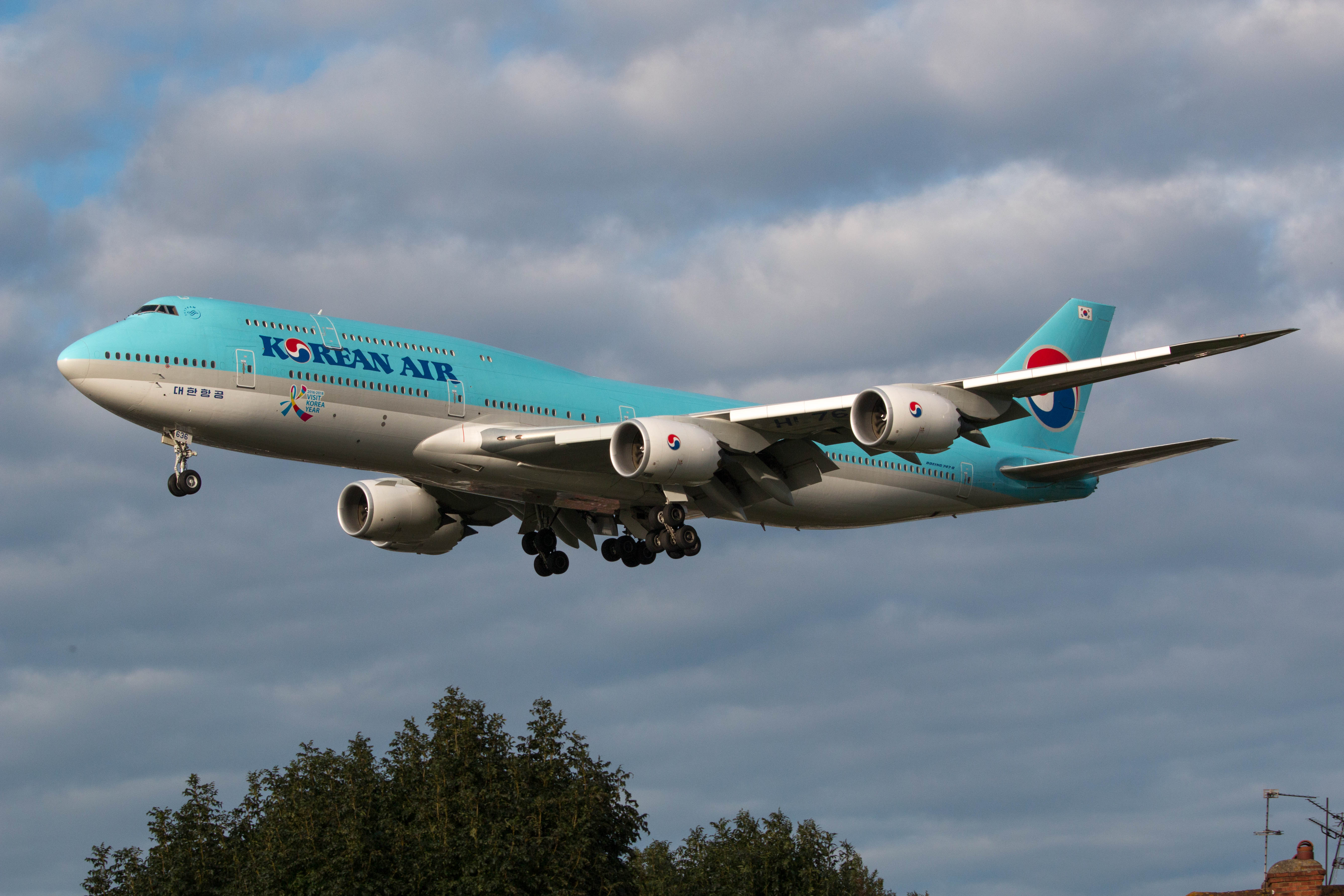
ボーイング747-8I
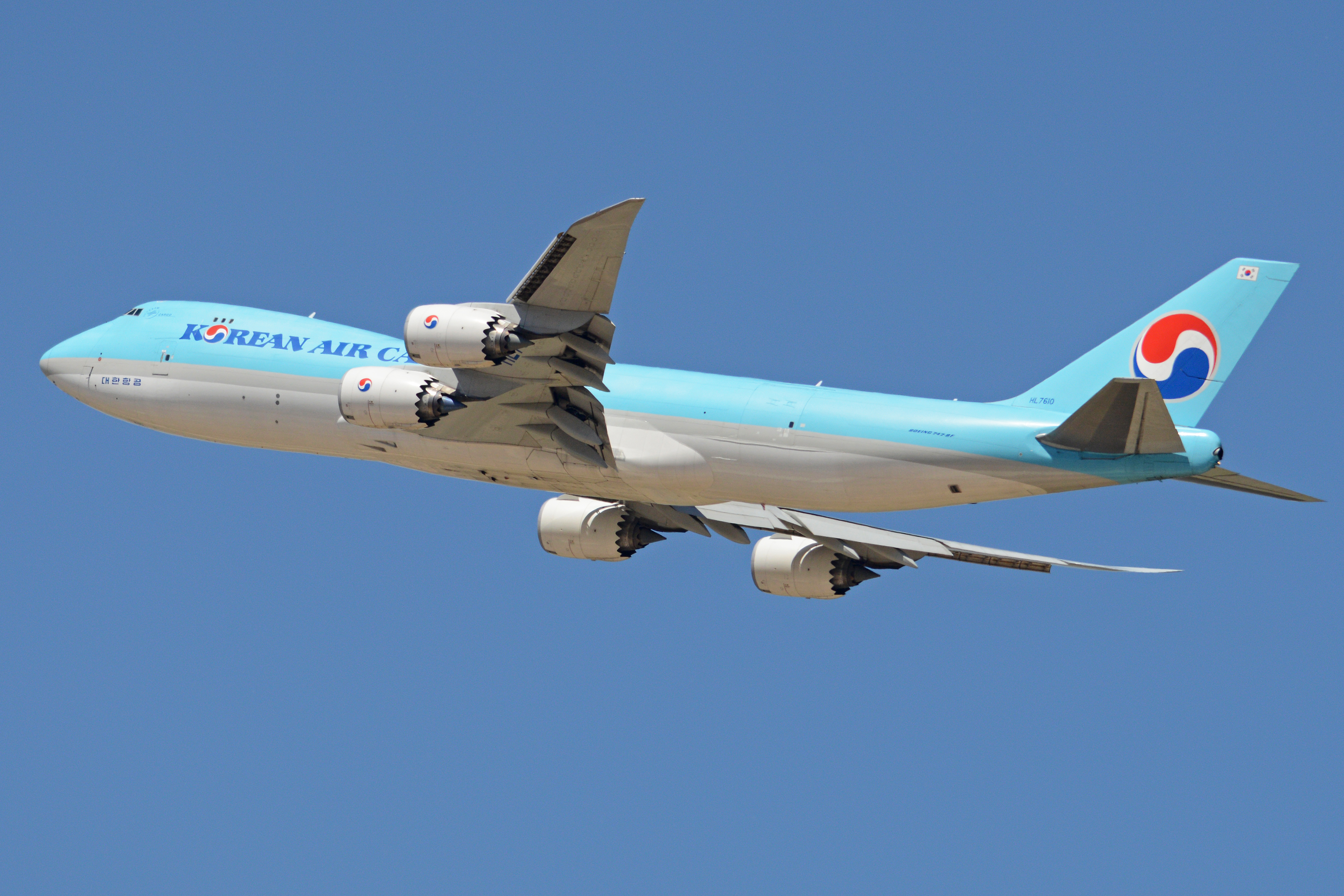
ボーイング747-8F
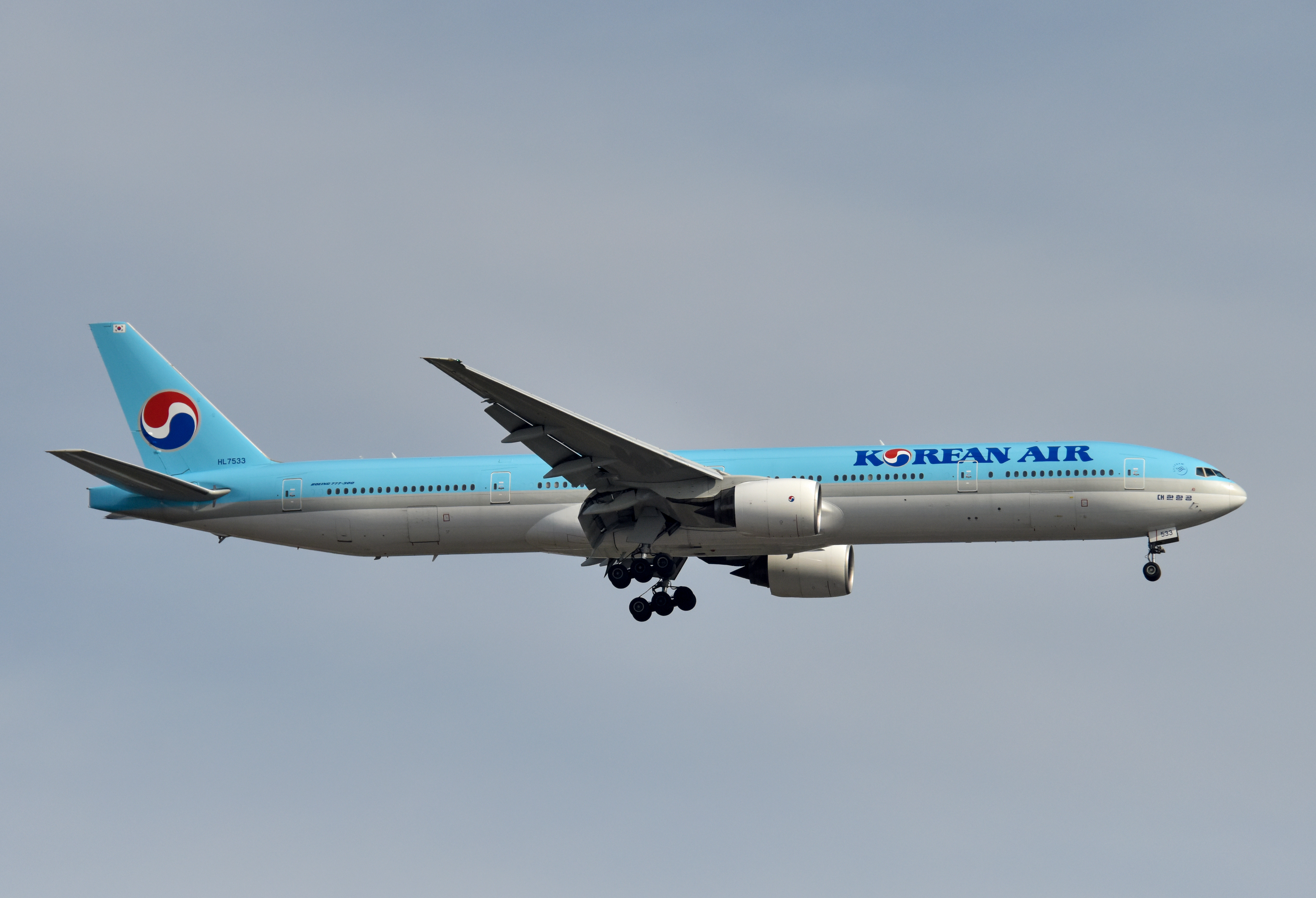
ボーイング777-300
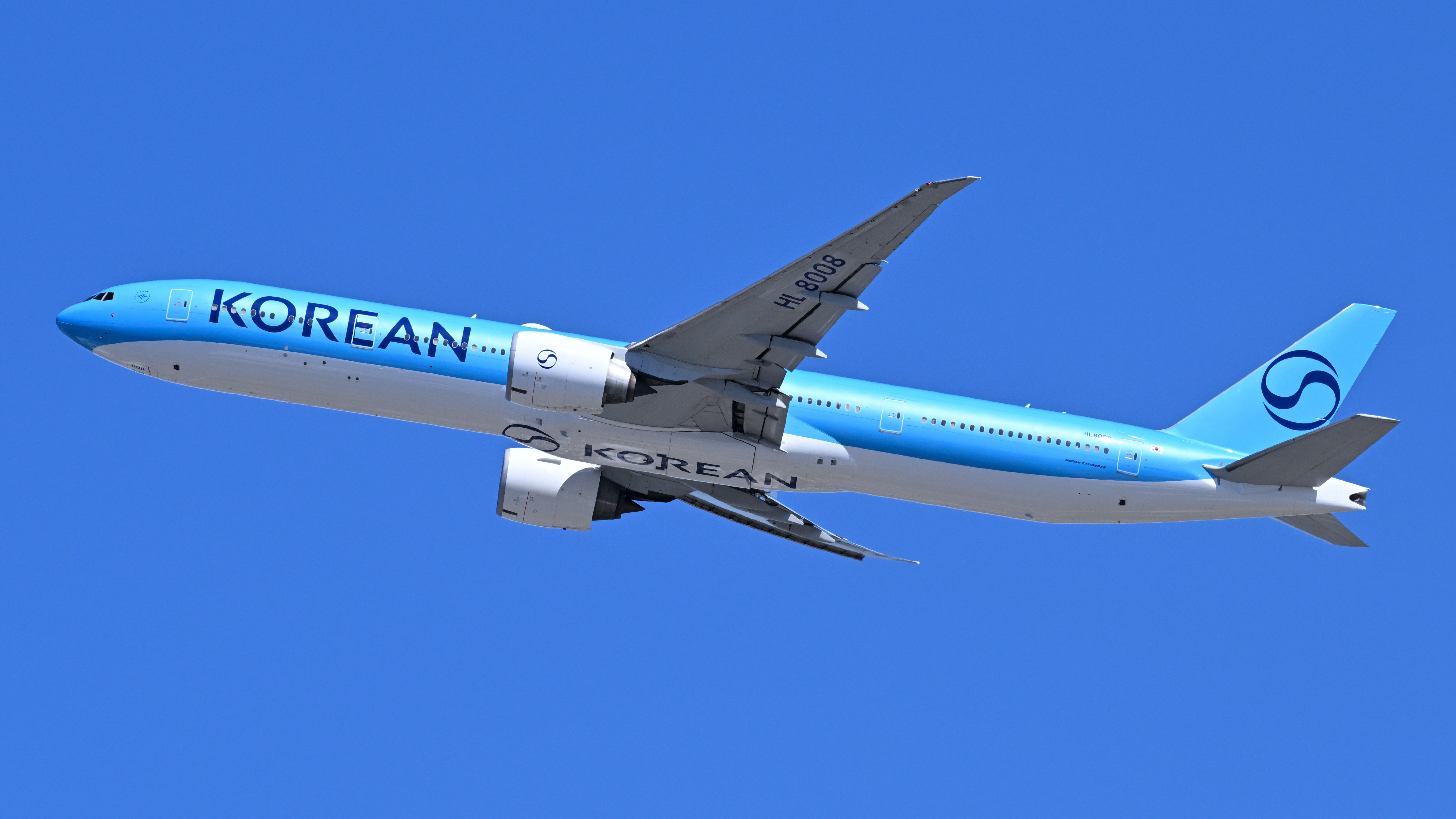
ボーイング777-300ER
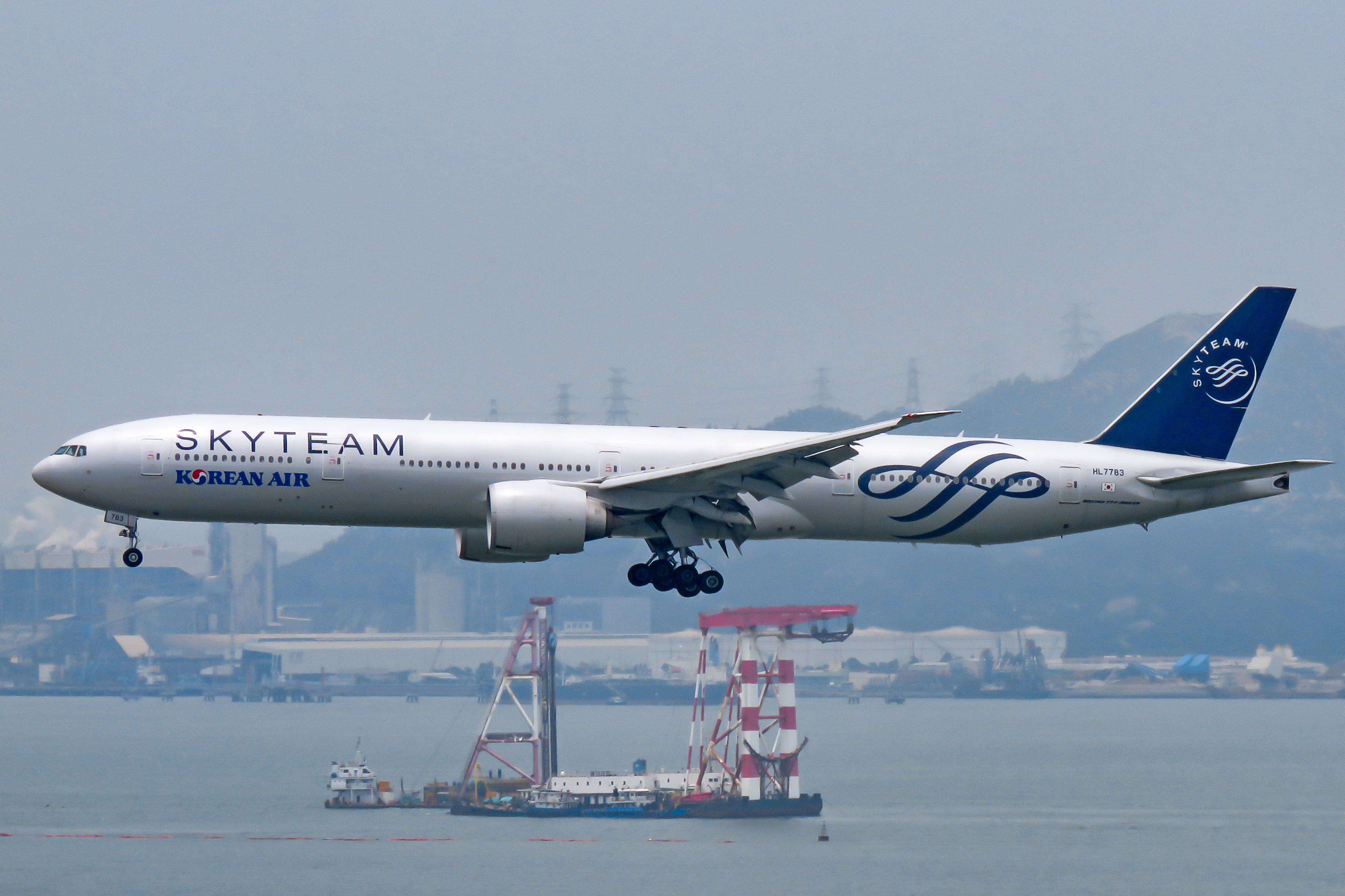
ボーイング777-300ER（スカイチーム塗装）
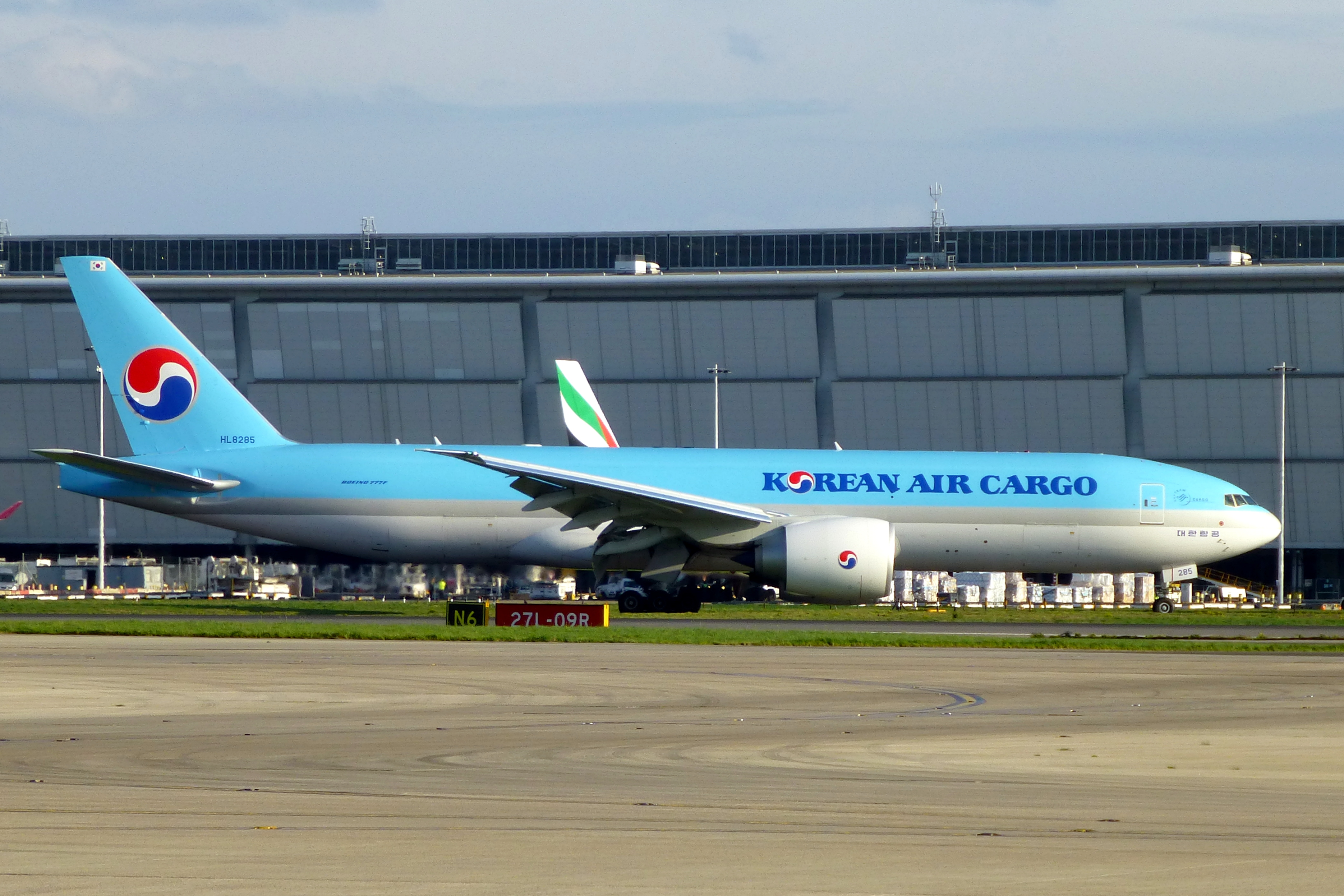
ボーイング777F
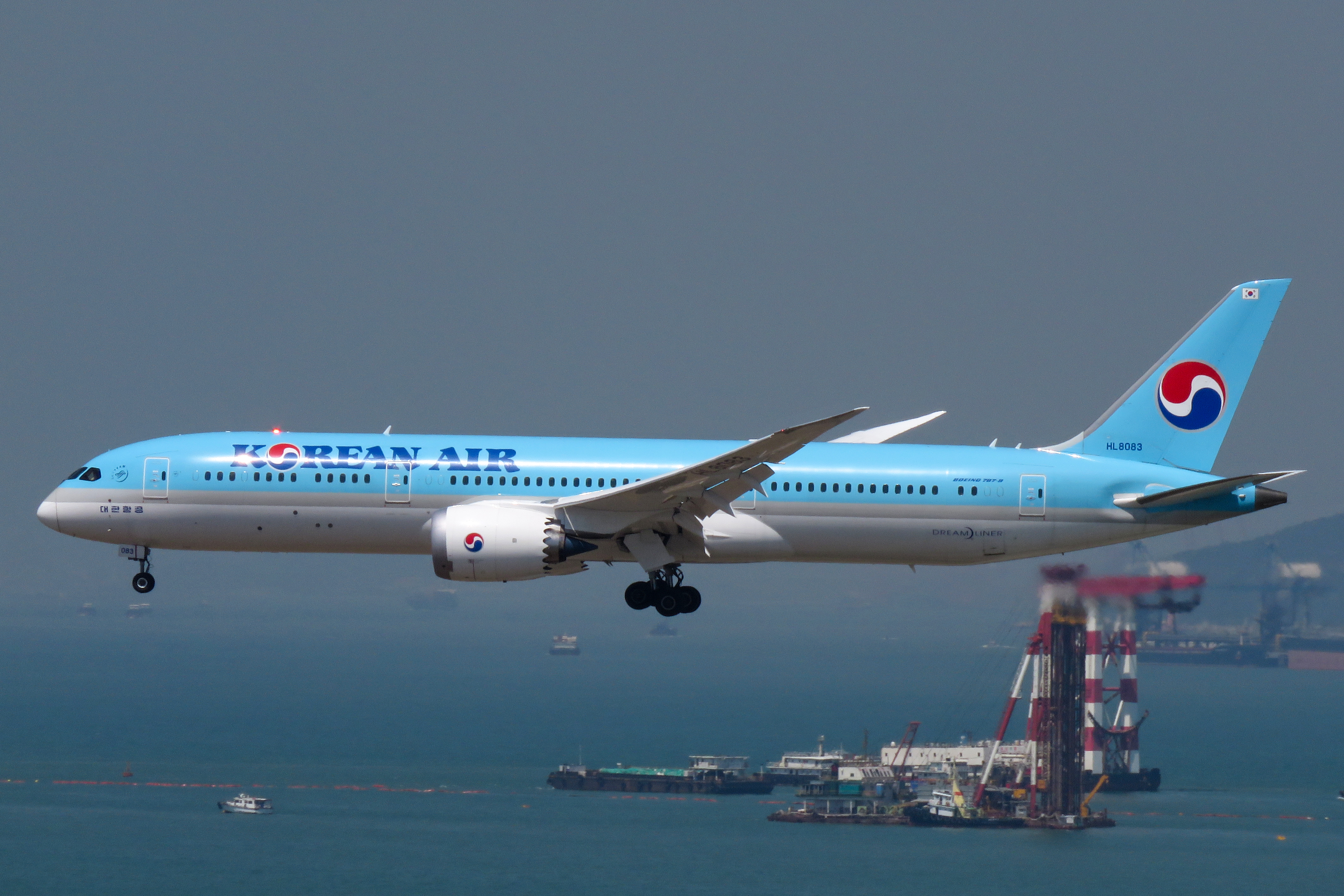
ボーイング787-9
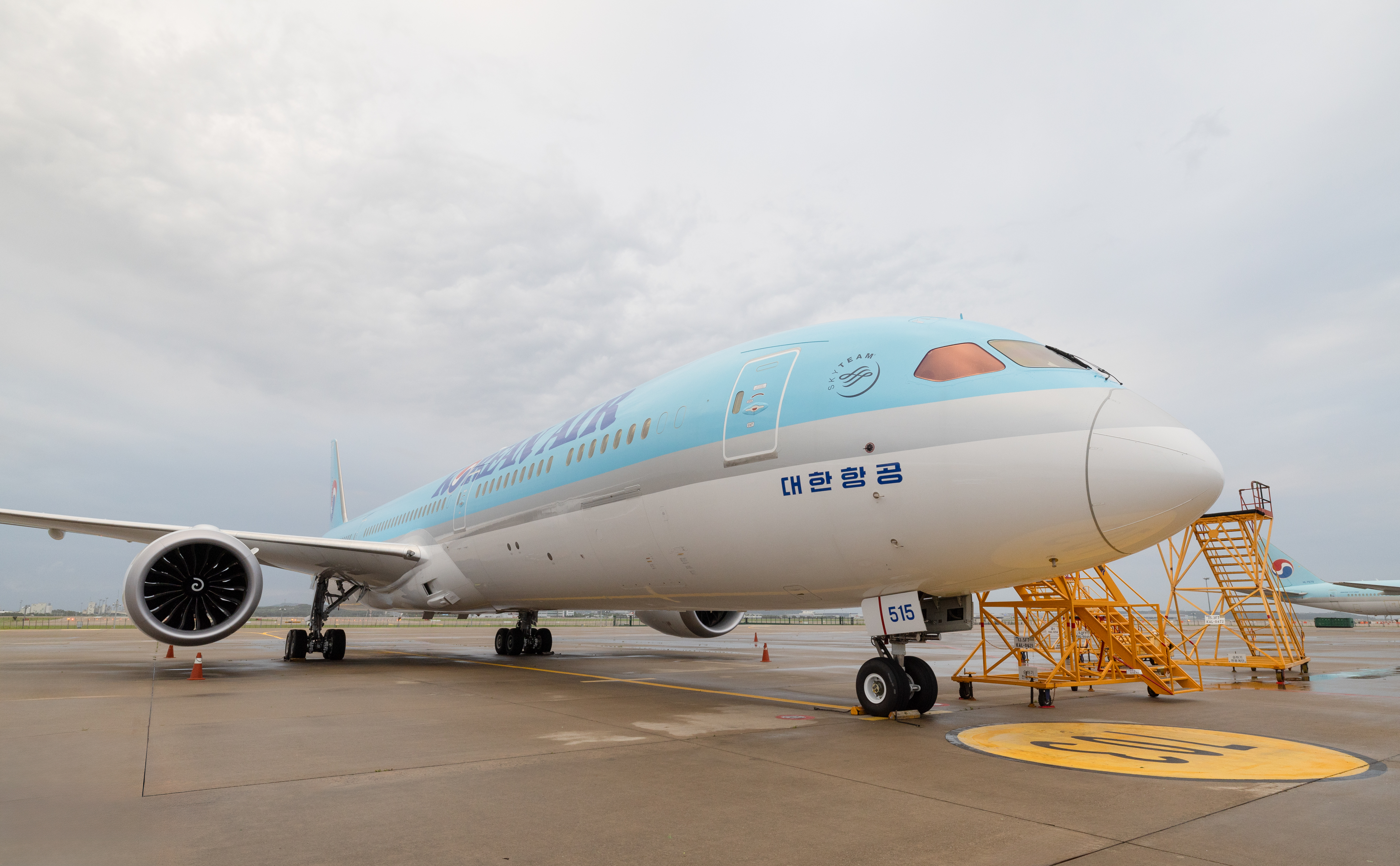
ボーイング787-10

### 保有機材・発注機材について
大韓航空は、エアバスの機材とボーイングの機材をほぼ均一に運航していることも特徴である。
7機のエアバスA380型機を注文し、3機分のオプションも加える。最初のA380型機の納入予定は、2007年の終わりから2009年までに引き渡しが開始される予定であったが、納入予定からずれ込んでおり、2011年5月より引き渡しが始まった。その後は順調に受領が進んで、2014年7月28日には最終号機となる10機目（HL7628）が導入され、計画当初の通り10機が出そろった。
同年5月31日には、ボーイング 747-400ERFを8機発注している。
また、2025年1月27日よりエアバスA350-900の運航を開始し、初便はソウル(仁川)～大阪(関西)、福岡線に使用された。（2機体が同時に就航）
旅客部門では2006年にボーイング 747-400の代替と位置づけ、ボーイング 777-300ERを9機（引渡し1機・オプション4機）発注し、2009年にはボーイング 747-8ICを5機発注している。貨物部門ではボーイング 747-8Fを7機、そしてボーイング 777Fを5機発注している。同社は747-8における旅客型と貨物型両方を運航する、世界で唯一の航空会社である。
ボーイング 787-9型初号機（機体番号 HL8081）を2017年2月22日に受領。2月24日、韓国に到着（今年中に更に4機、2019年までに更に5機〈合計10機〉導入する計画）。ファーストクラス6席、プレステージ（ビジネス）クラス18席、エコノミークラス245席の計269席で構成。3月7日より韓国国内で運航を開始。6月ごろよりトロント、マドリード、ロサンゼルスなどの長距離路線で運航する予定。
なお、大韓航空が発注したボーイング社製航空機の顧客番号（カスタマーコード）はB5で、航空機の形式名は747-4B5、747-4B5F、777-2B5ER、777-3B5などとなる。
2015年11月7日には小型機のA321neoを30機確定発注したと発表した。今回の契約では、20機のオプションも設定した。今年初に結んだコミットメントに基づくもので、大韓航空がA320ファミリーを発注するのは初めてである。
その後、導入され、羽田空港などの近距離国際線などに使われた。

### 過去の保有機材
- エアバスA300
- エアバスA300-600R
- エアバスA330-200
- ボーイング707-320B/320C
- ボーイング720
- ボーイング727-100/200
- ボーイング747-200B/200C/200F/200SF
- ボーイング747-300/300M/300SF
- ボーイング747-400/400M/400F/400BCF
- ボーイング777-200ER
- ボーイング747SP
- CASA C-212
- ダグラス DC-3
- ダグラス DC-4
- ダグラス DC-8-60
- ユーロコプター EC 135-P2+
- ユーロコプター EC 155-B1
- フェアチャイルド FH-227
- フォッカー F27-200/500/600
- フォッカー F28-4000
- ガルフストリーム IV
- ロッキード L-749A コンステレーション
- ロッキード L-1049H スーパーコンステレーション
- マクドネル・ダグラス DC-9-32
- マクドネル・ダグラス DC-10-30/30CF
- マクドネル・ダグラス MD-11/MD-11F
- マクドネル・ダグラス MD-82/83
- YS-11

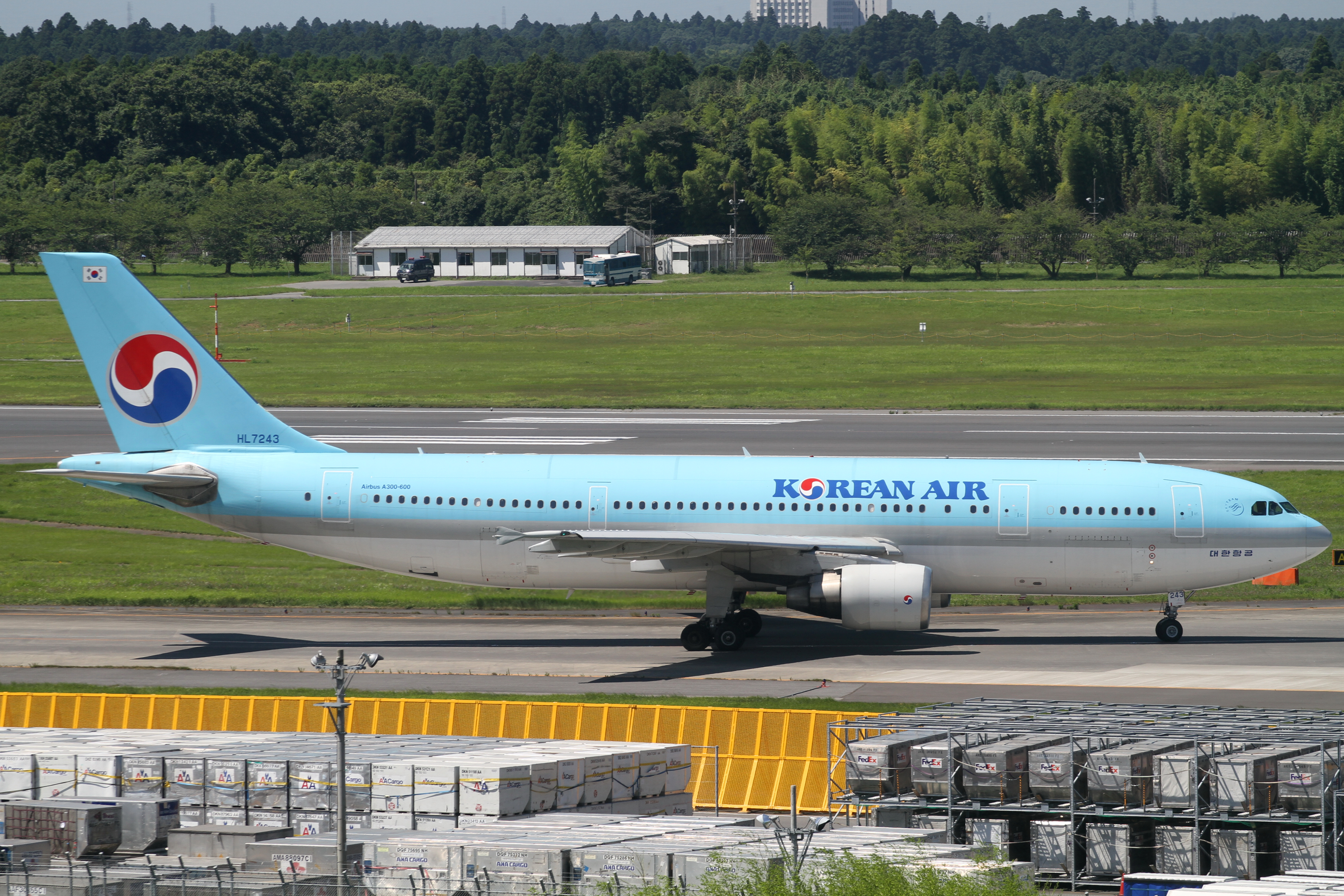
エアバスA300-600R
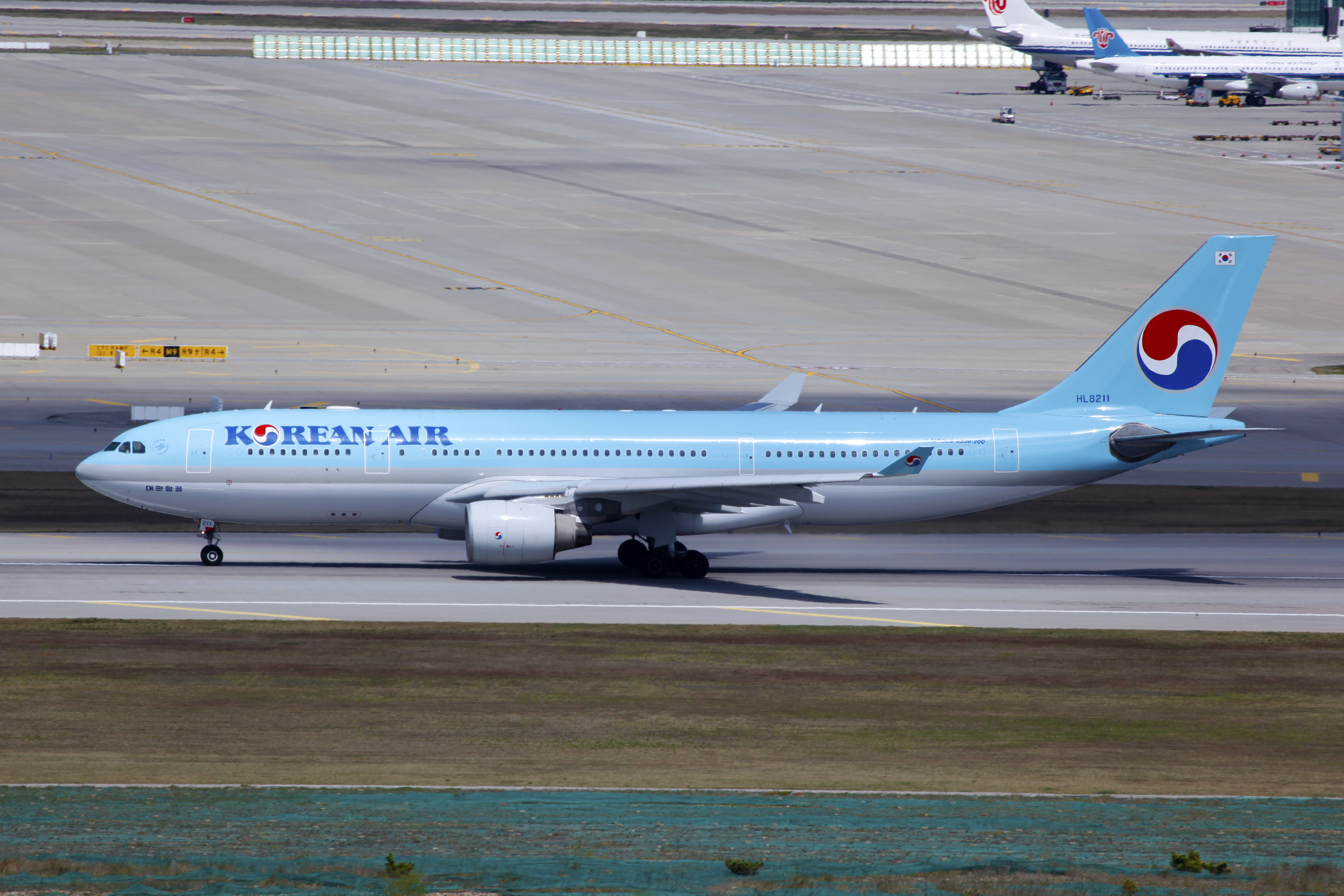
エアバスA330-200
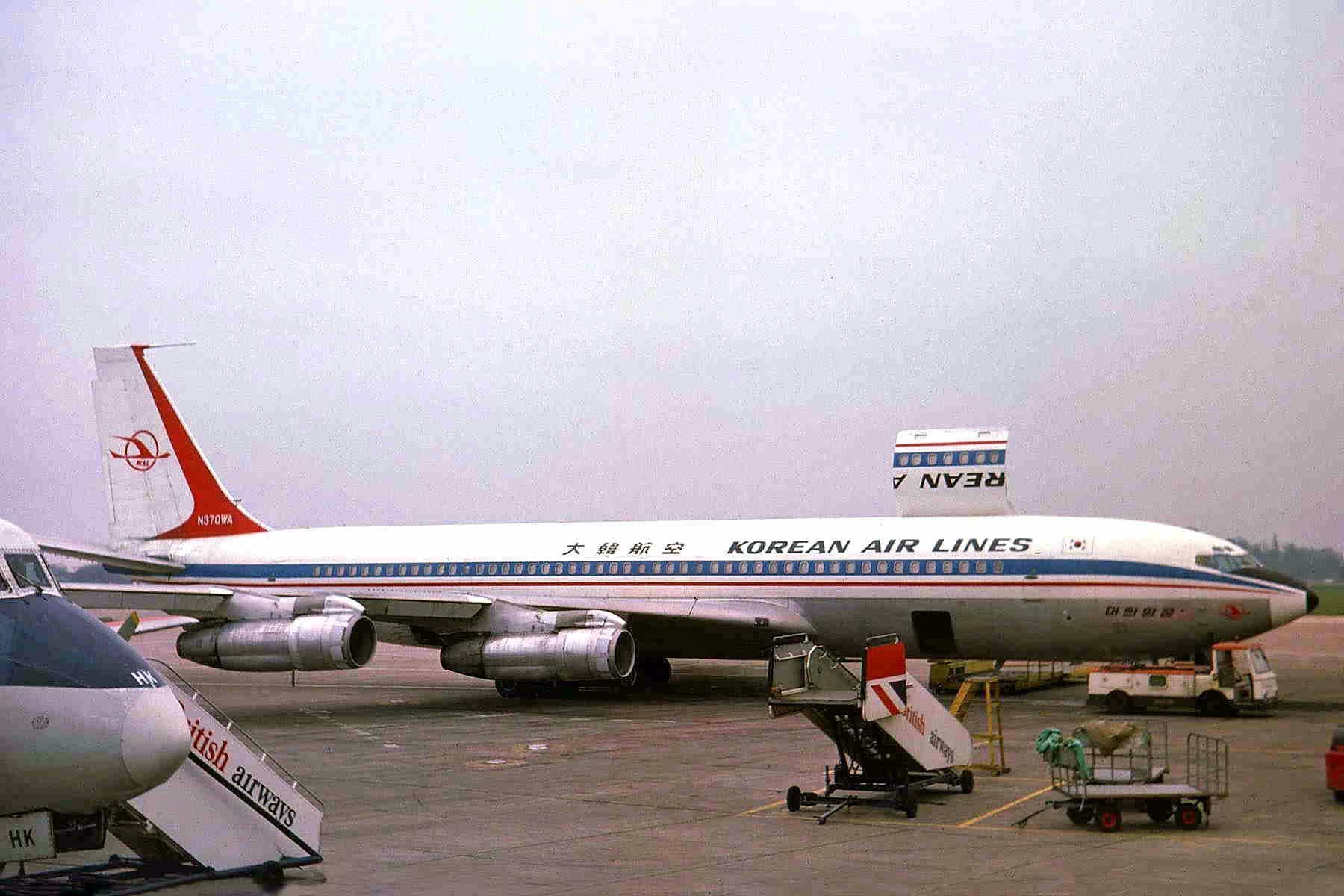
ボーイング707-320C
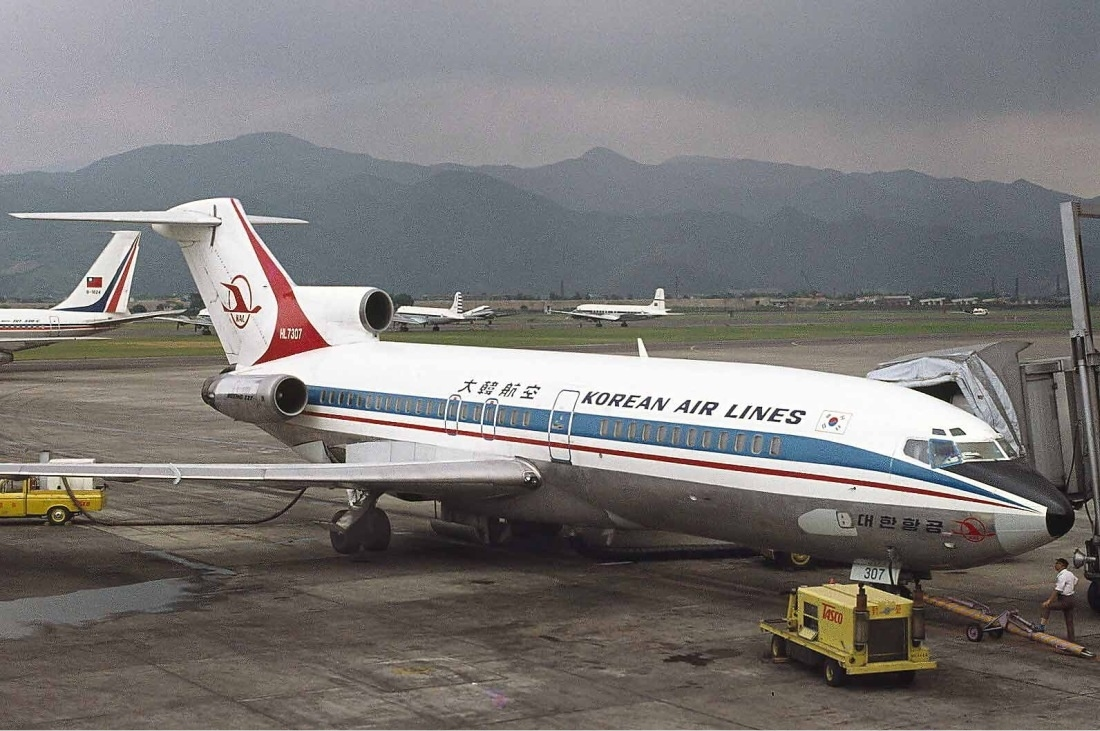
ボーイング727-100
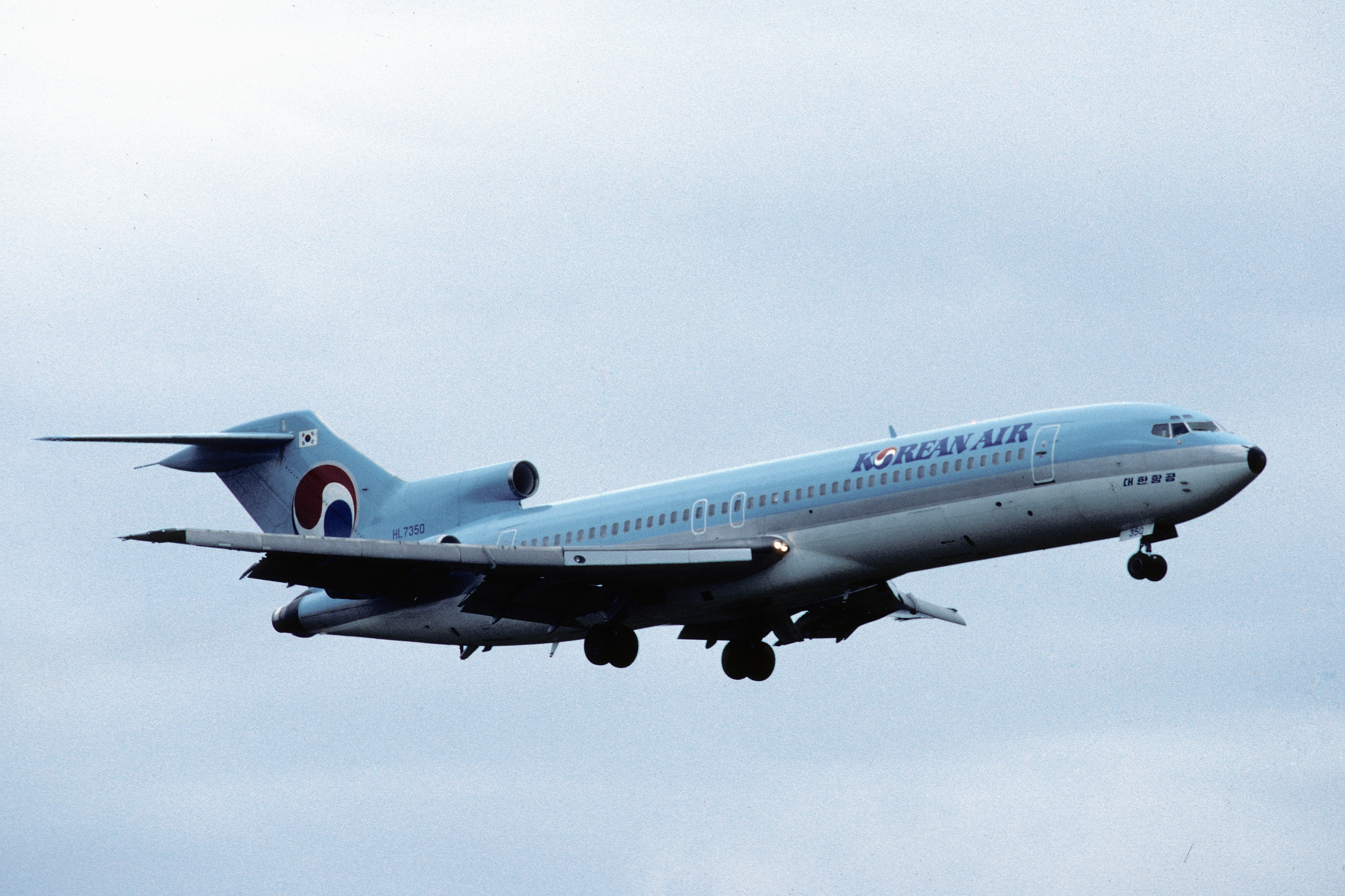
ボーイング727-200adv
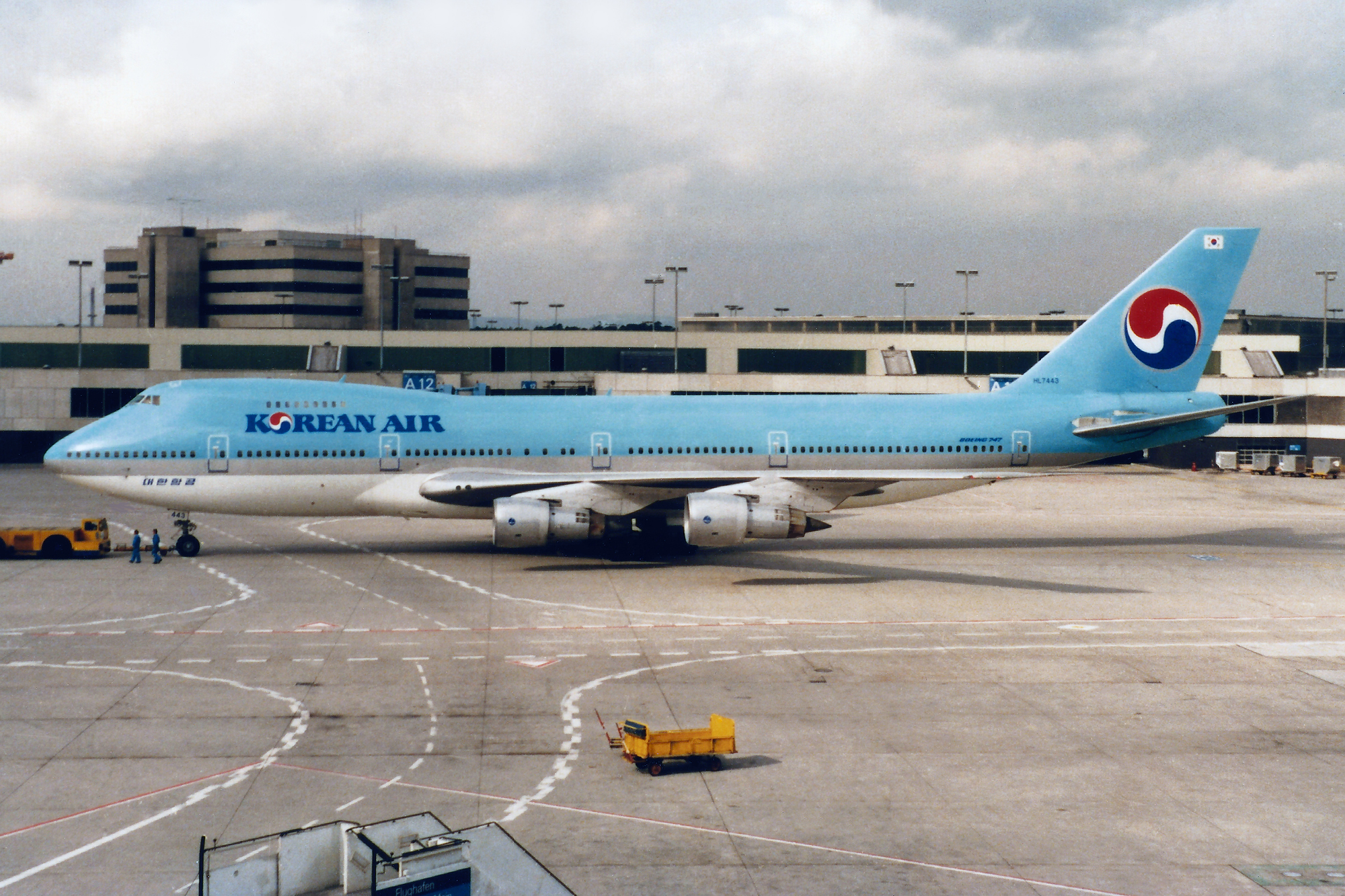
ボーイング747-200B
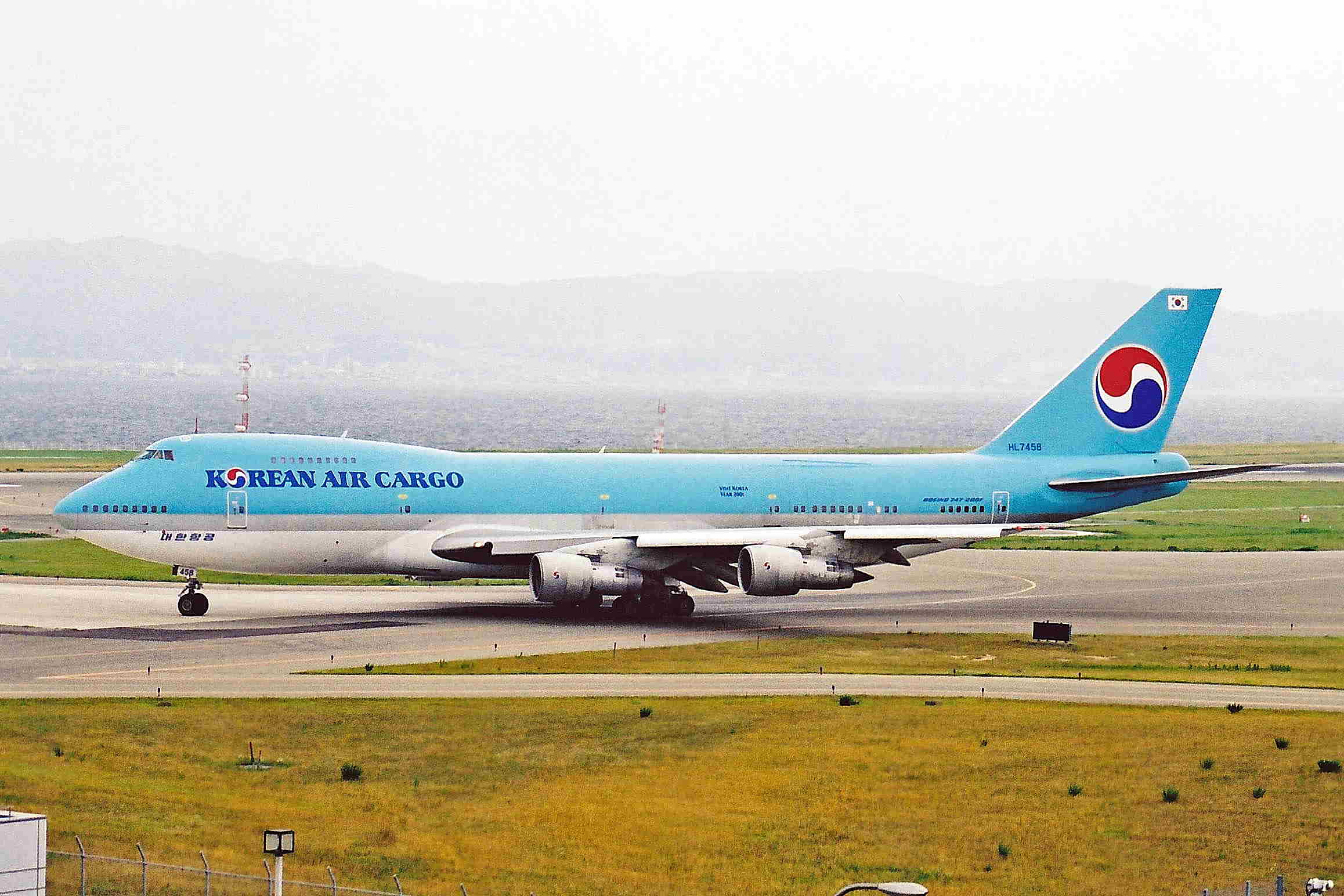
ボーイング747-200SF
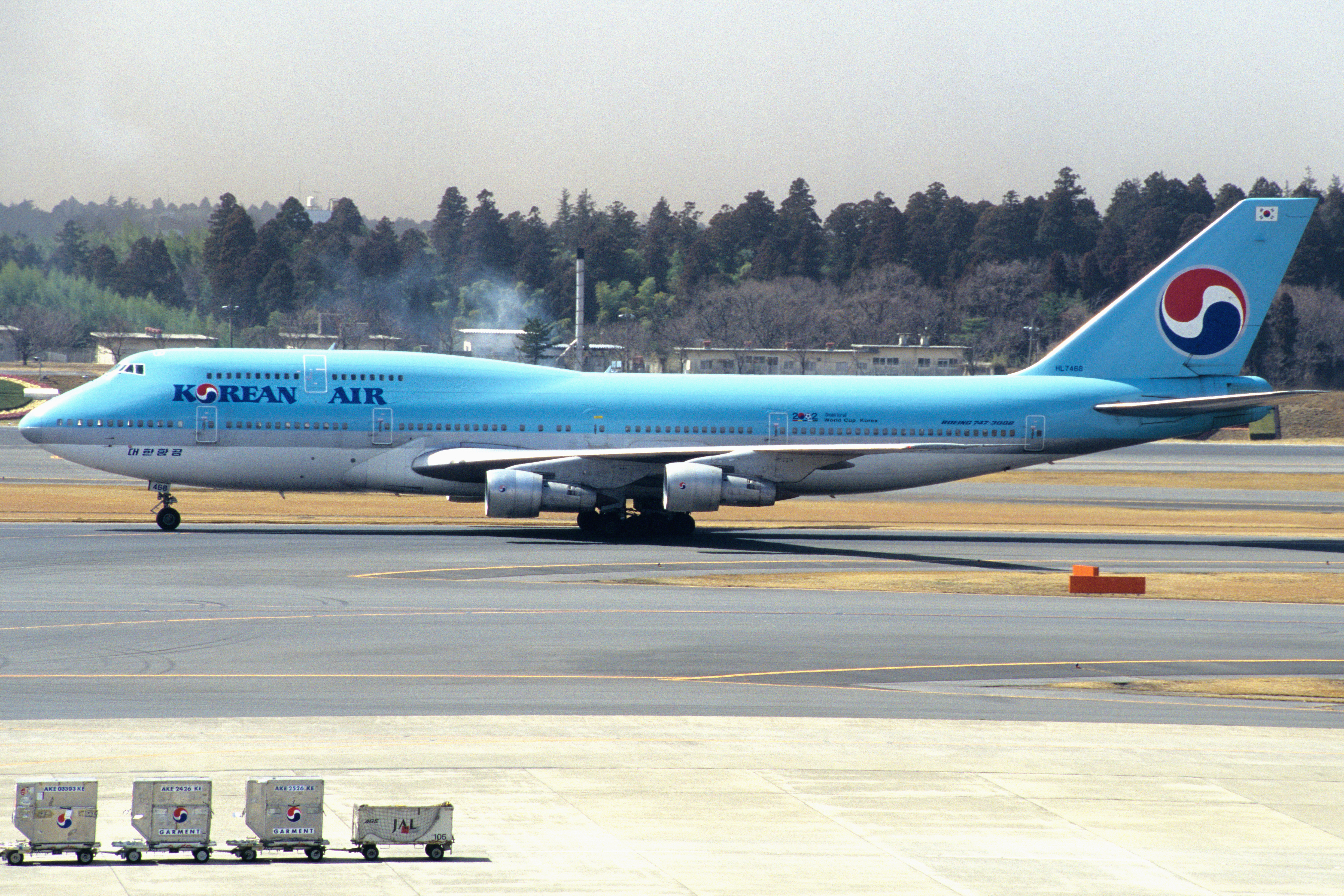
ボーイング747-300
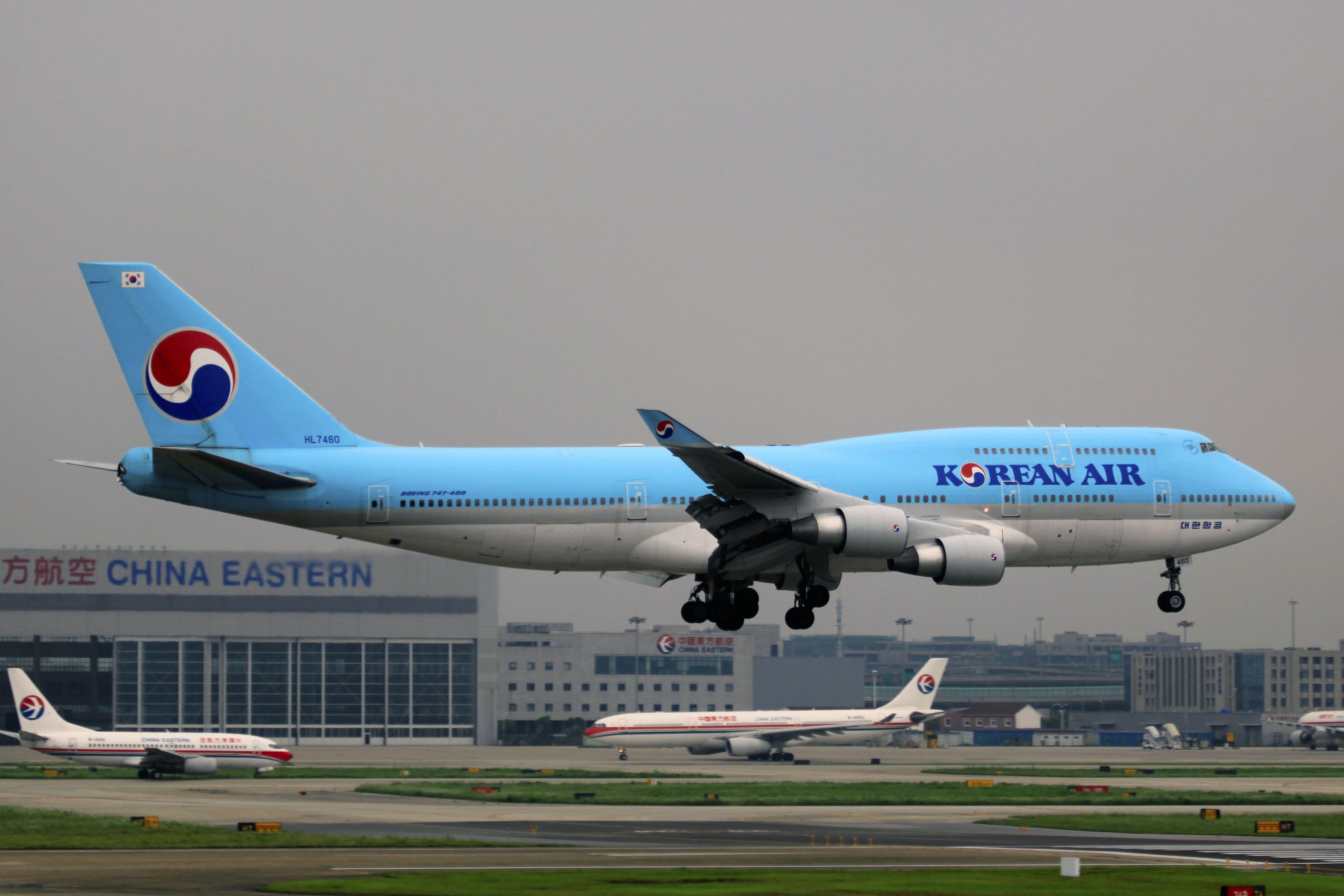
ボーイング747-400
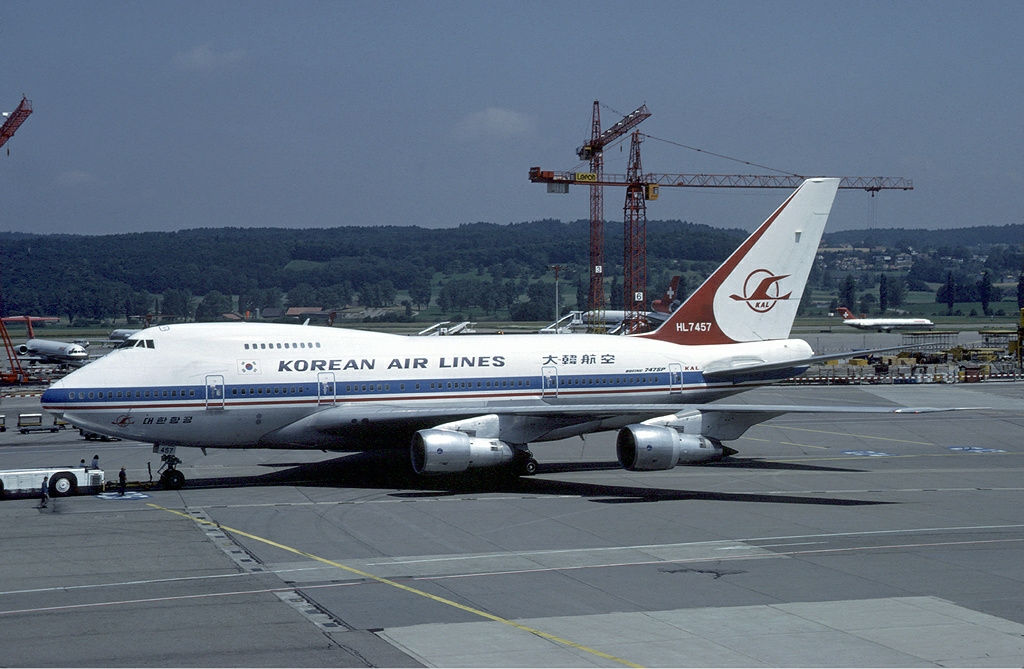
ボーイング747SP
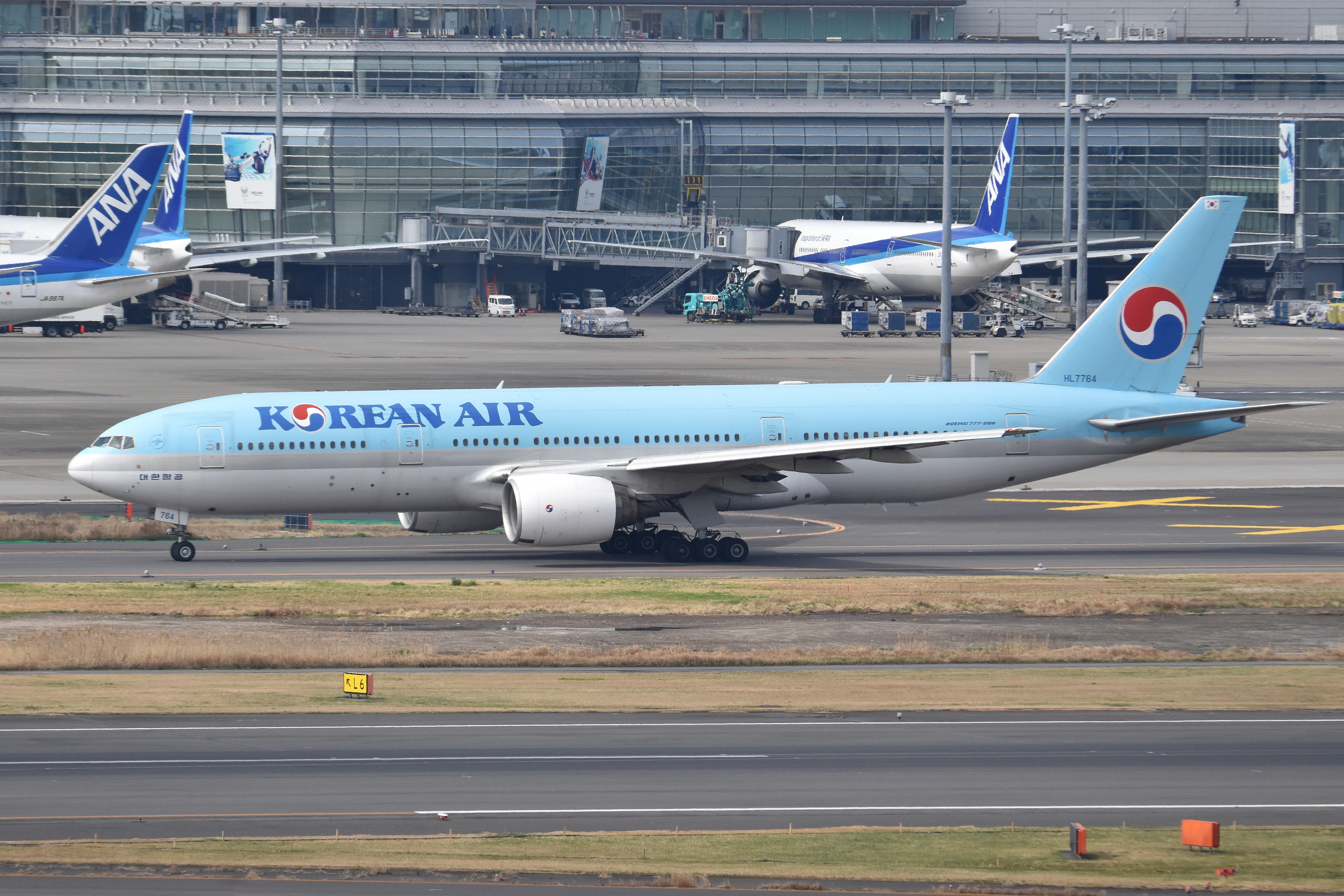
ボーイング777-200ER
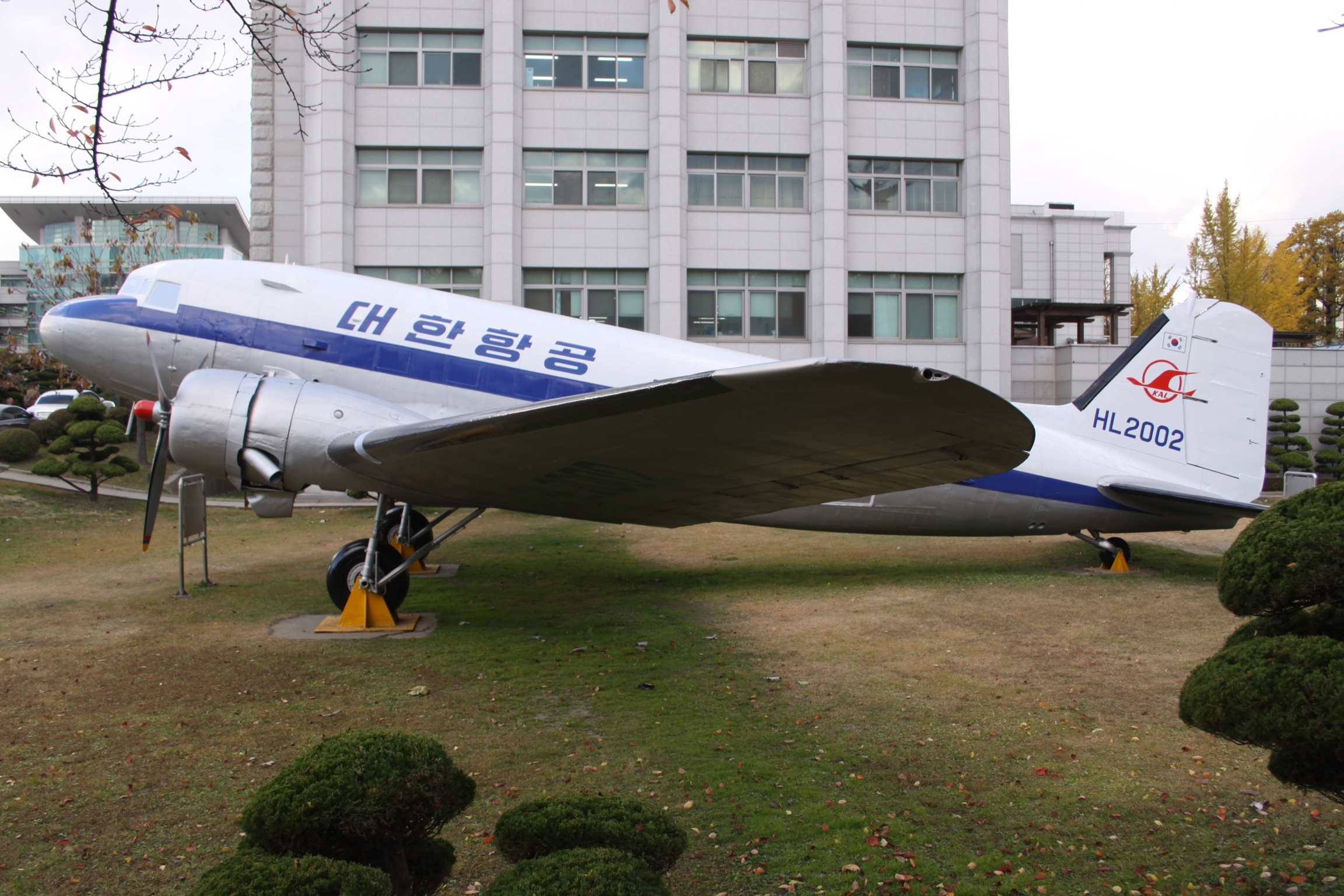
ダグラス DC-3
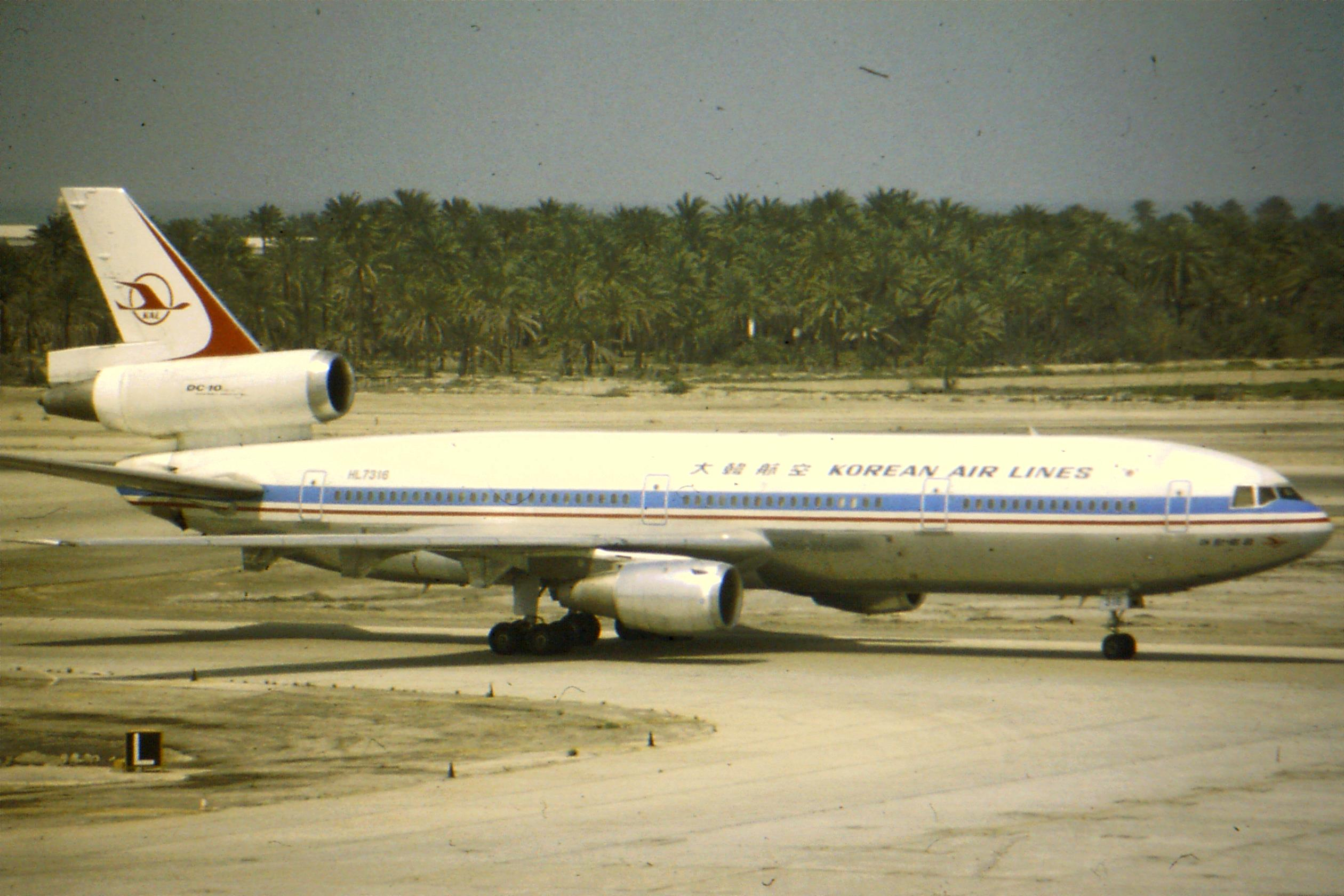
マクドネル・ダグラス DC-10-30
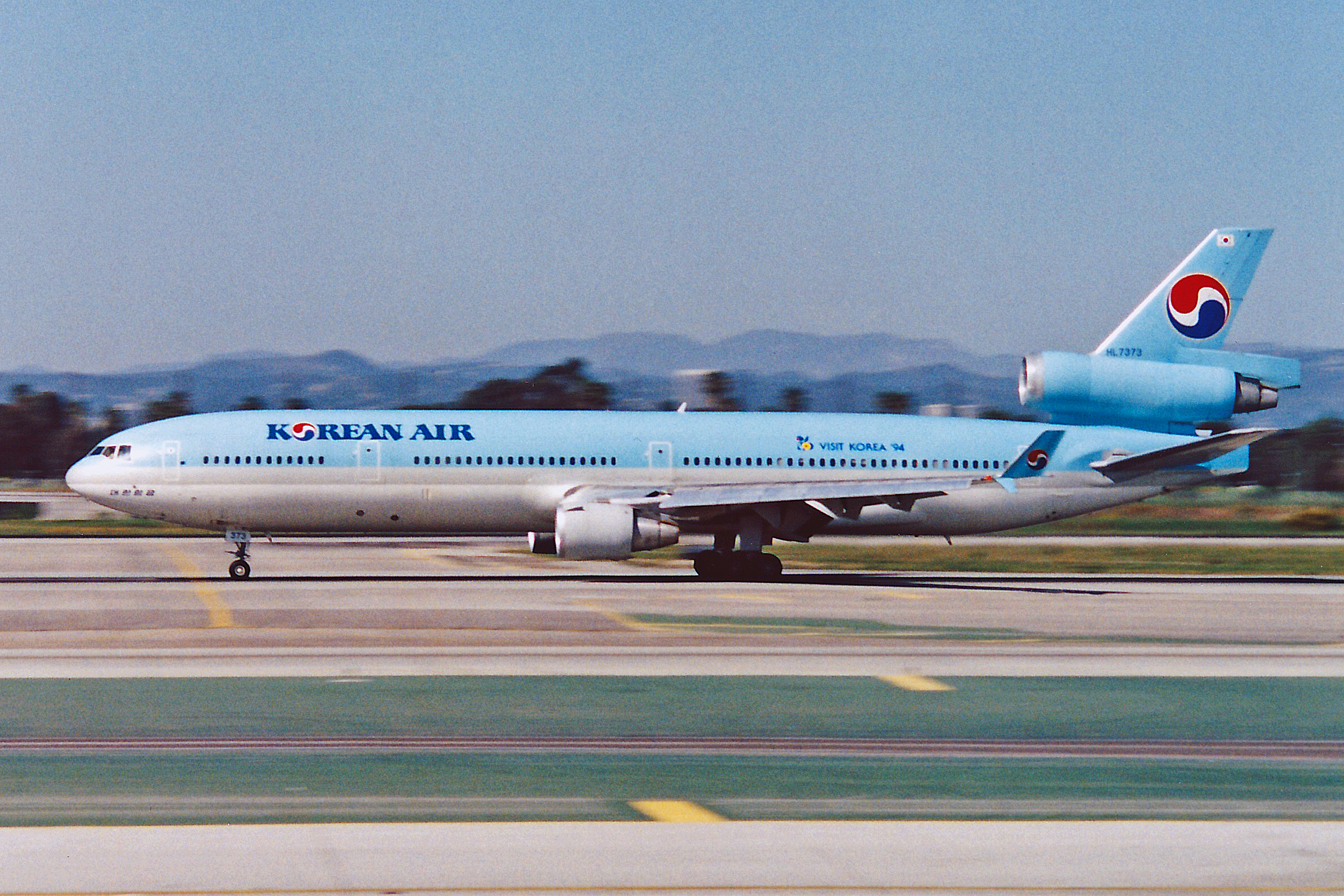
マクドネル・ダグラス MD-11
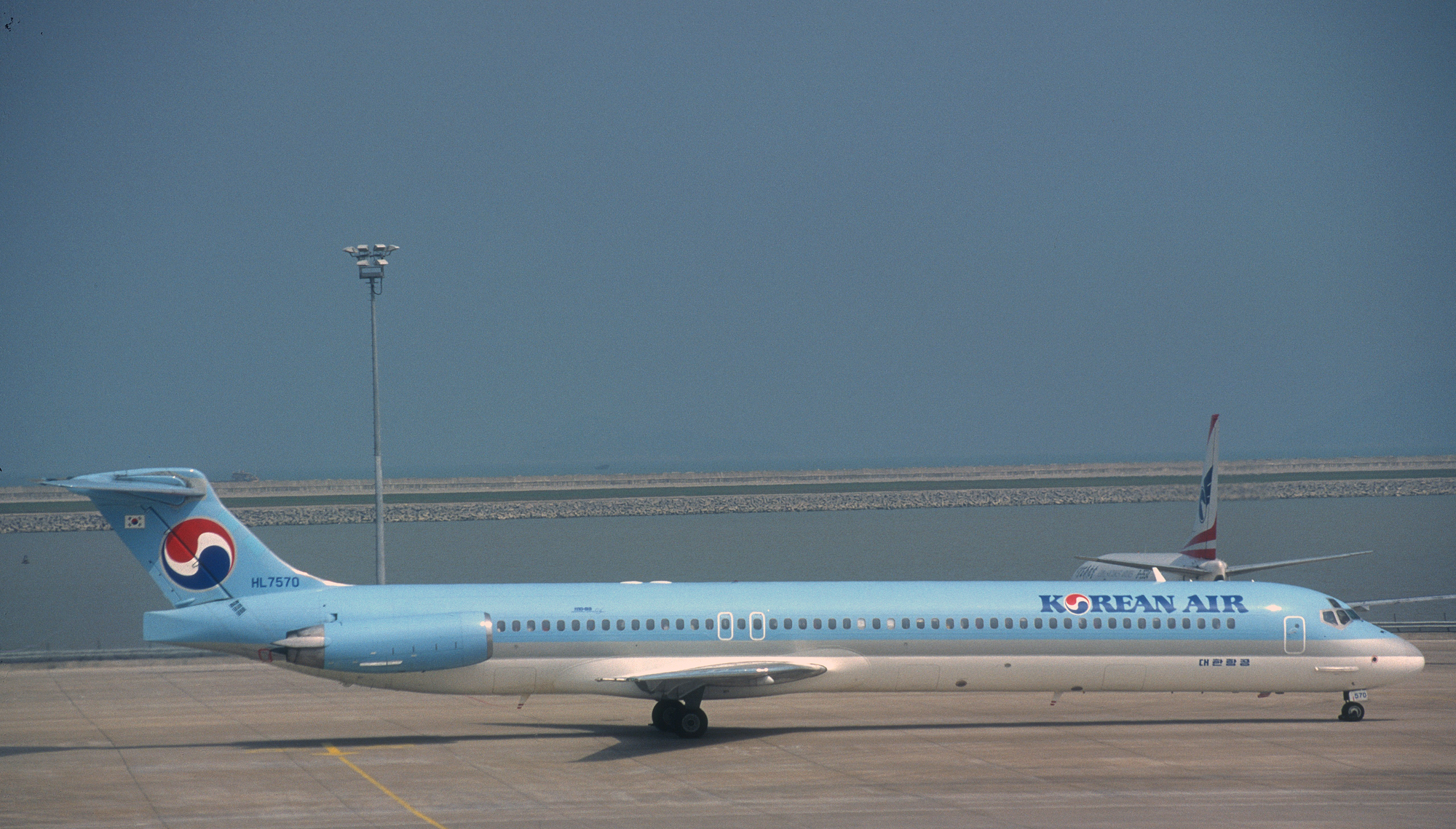
マクドネル・ダグラス MD-83
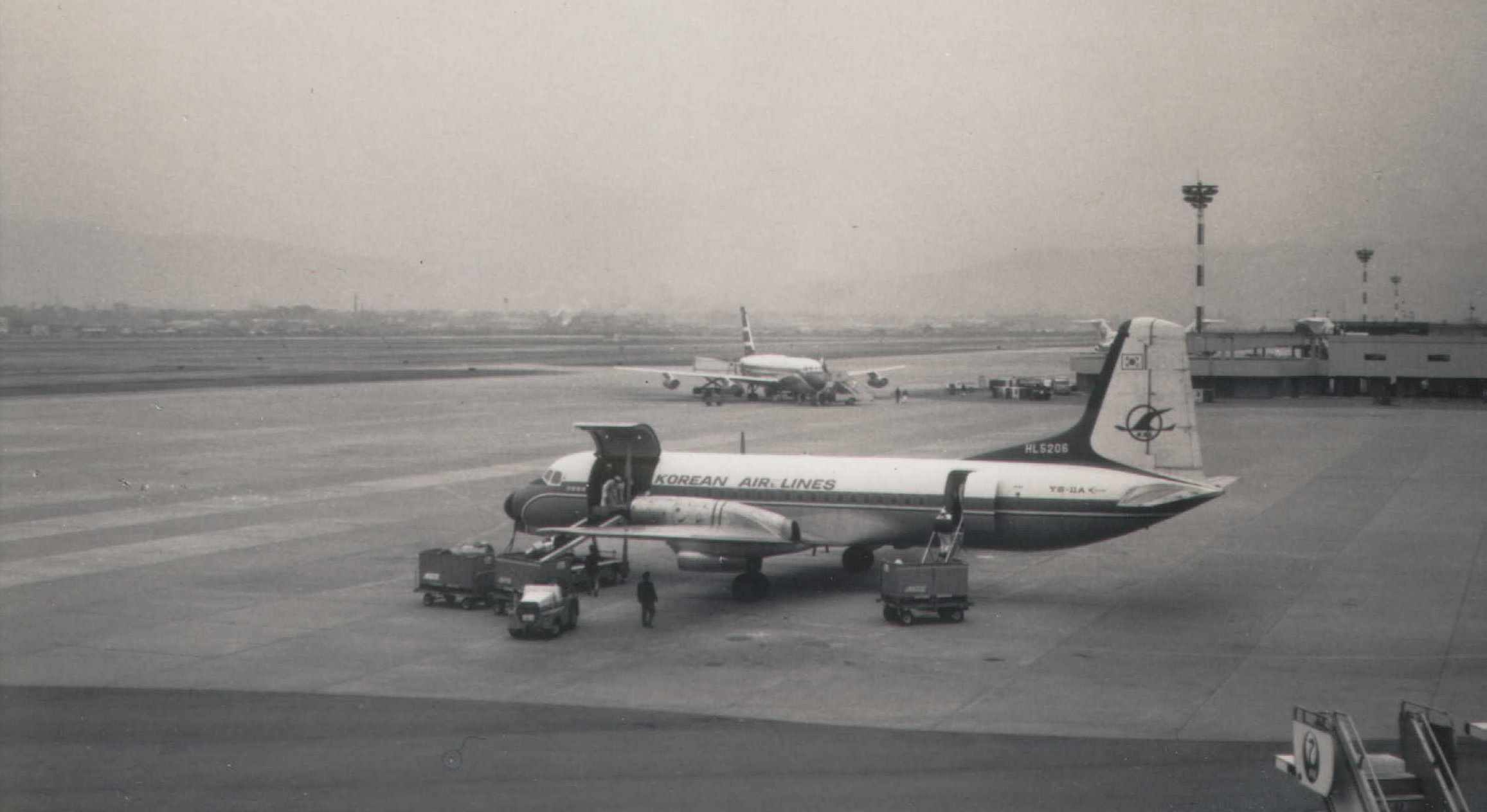
YS-11

## マイレージサービス
マイレージサービスは、SKYPASS（スカイパス）である。2008年6月までは加算したマイルの有効期限が無かったが、同年7月からは10年間の有効期限がある。配偶者、両親、子供、祖父母（父方のみ）、孫（父方のみ）のうち本人を含め5人までマイレージ合算して、特典に利用できる。また、11歳までの子供会員には「スカイパスジュニア」という専用の会員組織がある。大韓航空が加盟しているスカイチーム加盟各社のほか、下記の航空会社と提携している。
- 日本航空[注釈 3]
- アラスカ航空
- ハワイアン航空
- エミレーツ航空

日本国内では、三菱UFJニコス（「DCカード」《VISA・MasterCard【一般・ゴールド】》、「MUFGカード」《American Expressのみ》）とJCB（一般・ゴールド）と提携したクレジットカードをショッピングにて利用する事でマイレージが加算される。

## Kリムジン（旧KALリムジンバス）

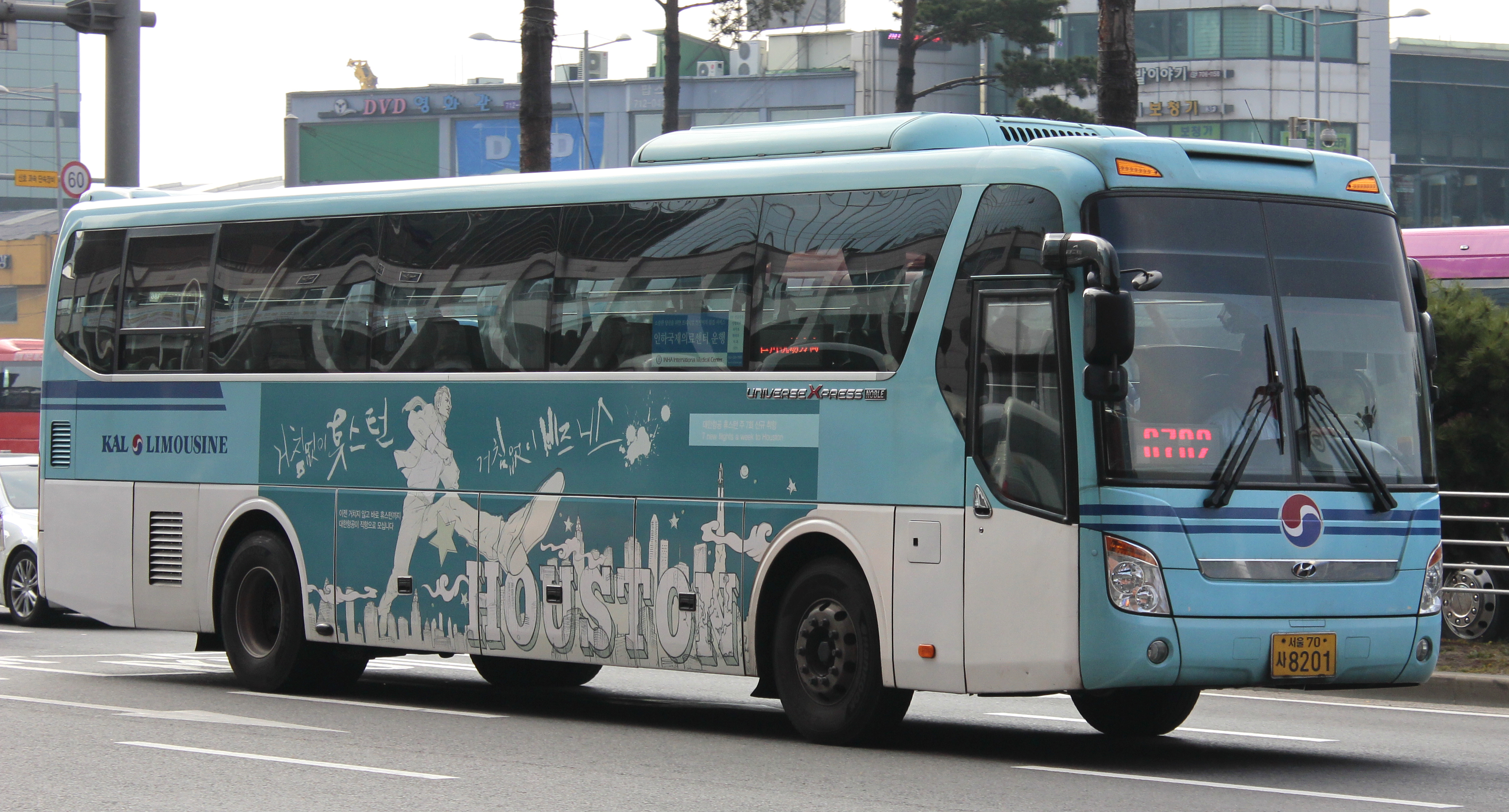
Kリムジン（旧KALリムジンバス）使用車両はヒョンデ・ユニバース

仁川国際空港（金浦国際空港）と韓国の首都、ソウル市内を結んでいる。搭乗航空会社に関係なく利用できる。2021年、株式をプライベート・エクイティ・ファンドに売却し、Kリムジンに社名を変更した。
- 1路線(6701)（市庁方面）：仁川国際空港→コリアナホテル→ソウルプラザホテル→ウェスティン朝鮮ホテル→ロッテホテルソウル→ニュー国際ホテル・ベストウェスタンニューソウルホテル→コリアナホテル→西小門大韓航空ビル→ロッテシティホテル麻浦→ベストウェスタンプレミア・ソウルガーデンホテル→仁川国際空港
- 2路線(6702)（南山方面）：仁川国際空港→ベストウェスタンプレミア・ソウルガーデンホテル→ロッテシティホテル麻浦→ラマダホテル&スイート→ソウル駅→ミレニアムソウルヒルトンホテル→グランドハイアットソウルホテル（以下ループ線）→サミットホテル→KYヘリテージホテル東大門→東大門デザインプラザ（マリオット東大門）→グランドアンバサダーソウル→ホテル新羅→薬水駅→グランドハイアットソウルホテル
- 3路線(6703)（江南方面）：仁川国際空港→シェラトンソウルパレス江南ホテル→砂平駅→ザ・リッツ・カールトンソウルホテル→ノボテルアンバサダー江南ホテル→三井（サムジョン）ホテル→新羅ステイ駅三→ルネッサンスソウルホテル→ベストウェスタンプレミア江南→砂平駅→ソウルパレス→仁川国際空港
- 4路線(6704)（COEX方面）：仁川国際空港→インペリアルパレス→ラマダソウルホテル→COEXインターコンチネンタル→パークハイアットソウル→イビス・スタイル・アンバサダー・ソウル江南→グランドインターコンチネンタル（折り返し）
- 5路線(6705)（蚕室方面）：仁川国際空港→ロッテワールド→東ソウル総合バスターミナル→クァンナル駅→Wソウルウォーカーヒルホテル、シェラトンウォーカーヒルホテル（折り返し）
- 金浦-蚕室方面(6706)：金浦国際空港→ロッテワールド（折り返し）
- 金浦空港方面(6707A)：グランドハイアット仁川ホテル→仁荷国際医療センター→仁川国際空港→金浦国際空港（折り返し）
- 仁川松島方面(6707B)：仁川国際空港→グランドハイアット仁川ホテル→海洋警察庁→オラカイ松島パークホテル→松島セントラルパークホテル・敬源斎アンバサダー仁川→ホリデイ・イン仁川松島→仁川大入口駅→オークウッドプレミア仁川→シェラトン仁川

かつては釜山・金海国際空港発着路線も存在したが、廃止された。

## 航空宇宙部門

大韓航空宇宙部門(KAL-ASD)のロゴ

大韓航空は1976年に航空宇宙部門「製造事業部」を設立しており、現在Korean Air Aerospace Division (KAL-ASD) として知られている。
航空宇宙に関する研究開発以外にも、航空機のライセンス生産や部品製作も請け負っており、世界で唯一の航空機を製造する部門を持つエアラインとなっている。
UH-60、F-5、F-16のライセンス生産や、ボーイングやエアバスの旅客機向けの部品も幅広く手がけている。
製造事業部は、金海国際空港に位置してあり、業界従事者たちからテクセンターと呼ばれている。

## 事件・事故・トラブル
- 大韓航空機YS-11ハイジャック事件 - 1969年12月11日
- 大韓航空機銃撃事件(大韓航空902便) - 1978年4月20日
- 大韓航空機撃墜事件(大韓航空007便) - 1983年9月1日
- 大韓航空機爆破事件(大韓航空858便) - 1987年11月29日
- 大韓航空801便墜落事故 - 1997年8月6日
- 大韓航空6316便墜落事故 - 1999年4月15日
- 大韓航空8509便墜落事故 - 1999年12月22日
- 大韓航空85便ハイジャック誤報事件 - 2001年9月11日
- 大韓航空ナッツリターン事件 - 2014年12月5日
- 大韓航空2708便エンジン火災事故 - 2016年5月27日
- 大韓航空新千歳空港衝突事故-2024年1月16日

大韓航空は、1997年から1999年にかけて3年連続の墜落事故を起こした為、連邦航空局（FAA）は韓国の航空安全管理体制の評価をカテゴリー「1」から「2」に格下げした。なお、その後同社はデルタ航空の副社長を社長に招聘するなどし、現在では元のカテゴリー「1」へと戻っている。

### 竹島デモフライト事件
2011年（平成23年）6月16日、成田 - 仁川間に、新型機「エアバスA380」を投入するのに先立ち、同社の会長やマスコミを搭乗させ、トランスポンダを切った上で、日本と領有権問題のある日本海海上の竹島上空でデモ飛行を実施した。
これに対して、日本の外務省は、「明確に領空侵犯にあたる」として、日本国外務省の全職員が公務での大韓航空機の利用を同年7月18日から1ヶ月間、自粛することを決定し発表した。
これに対し韓国政府は、「非常に遺憾」とし撤回を要求したが、自粛は予定通り実施された。
この件についてサーチナによると、『KOREAN AIR』と書かれている旅客機に大韓航空の会長と韓国の各省庁の長官まで搭乗させて竹島上空を飛んだのは、領有権を主張する日本からすれば敏感にならざるを得ないとの航空関係者の見方を伝えた。